# Mandschurische Sprache
Die mandschurische Sprache (mandschurisch manju gisun ᠮᠠᠨᠵᡠ
ᡤᡳᠰᡠᠨ) oder das Mandschu wurde von den Mandschu gesprochen und ist seit dem 19. bzw. Anfang des 20. Jahrhunderts beinahe ausgestorben. Die als nationale Minderheit anerkannten Mandschuren in der Volksrepublik China sprechen nur selten Mandschurisch und größtenteils Chinesisch. Dennoch gibt es das Bestreben der Wiederbelebung des Mandschurischen. Vor allem ethnische Mandschu lernen die mandschurische Sprache. Etwa tausend Menschen können Mandschu als Zweitsprache sprechen.

## Klassifikation
Mandschurisch gehört zur Familie der tungusischen Sprachen (auch: mandschu-tungusische Sprachen) und gilt als Tochtersprache der Jurchen-Sprache. Es ist eine agglutinierende Sprache mit Vokalharmonie (Tongue-Root- und Labialharmonie) und wird mit der mandschurischen Schrift geschrieben, einem modifizierten mongolischen Alphabet, das wiederum auf die altuigurische Schrift zurückgeht.
Die Sprache der Xibe in Xinjiang ist eine Tochtersprache des Mandschurischen, die dem klassischen Mandschurisch sehr nahe steht.
Die mandschurische Sprache weist im Gegensatz zu den anderen tungusischen Sprachen einen hohen Anteil an Lehnwörtern aus alt-koreanischen Sprachen wie Goguryeo (Koguryŏ) auf, was auf einen Einfluss der Staaten auf der Koreanischen Halbinsel auf die Jurchen und frühen Mandschu hindeutet.

## Geschichte

### Qing-Dynastie
Mandschurisch war die Sprache am Hof der mandschurischen Qing-Dynastie, die 1644–1911 über China herrschte, doch gegen Ende des 17. Jahrhunderts wurde es selbst am Hof kaum noch gesprochen. Offizielle Dokumente wurden jedoch bis 1911 in Chinesisch und Mandschurisch verfasst und an vielen Gebäuden aus der Qing-Dynastie sieht man mandschurische Aufschriften.
Im Jahr 1708 erschien nach einem Erlass von 1673 des Kaisers Kangxi der Mandschurische Wörterspiegel (mandschurisch han-i araha manju gisun-i buleku bithe ᡥᠠᠨ ᡳ
ᠠᡵᠠᡥᠠ
ᠮᠠᠨᠵᡠ
ᡤᡳᠰᡠᠨ ᡳ
ᠪᡠᠯᡝᡴᡠ
ᠪᡳᡨᡥᡝ ᠈, chinesisch Yù zhì Qīng wén jiàn «御製清文鑑») mit rund 12.000 Lemmata. Die Aussprache der mandschurischen Einträge ist mit chinesischen Zeichen angegeben. 1771 erschien der Erweiterte und revidierte mandschurische Wörterspiegel («增訂清文鑑») mit 18.671 Lemmata, denen jeweils eine Übersetzung ins Chinesische beigefügt ist. Die Aussprache des Chinesischen ist auf Mandschurisch angegeben. 1779 erschien der Dreisprachige Wörterspiegel («三體清文鑑») mit etwa 13.000 Lemmata auf Mandschurisch, Chinesisch und Mongolisch. Den Einträgen aller drei Sprachen sind Ausspracheangaben beigefügt. Um 1794 erschien der Viersprachige Wörterspiegel («四體清文鑑») mit rund 18.671 Lemmata auf Mandschurisch, Chinesisch, Mongolisch und Tibetisch. Den Einträgen sind aber keine phonetischen Transkriptionen beigefügt. Um 1794 entstand auch der Fünfsprachige Wörterspiegel («五體清文鍵») mit etwa 18.671 Lemmata auf Mandschurisch, Chinesisch, Mongolisch, Tibetisch und Tschagataiisch. Die tibetischen Übersetzungen sind auch ins Mandschurische transliteriert und transkribiert, die tschagataiischen sind ins Mandschurische umgeschrieben.
Für das Studium der Qing-Dynastie sind Kenntnisse des Mandschurischen eine wesentliche Voraussetzung. Dennoch lernen heute nur wenige Sinologen Mandschurisch.

### Modernes China
In der Provinz Liaoning gibt es seit den 1980er oder zumindest 1990er Jahren an manchen Schulen einen freiwilligen Mandschurisch-Unterricht für Kinder und Jugendliche der unteren und höheren Mittelstufe. Dies gilt auch für mehrere autonome Kreise der Mandschu, zum Beispiel im autonomen Kreis Xinbin im Verwaltungsgebiet der Stadt Fushun. Da anfänglich ein Mangel an Lehrkräften bestand, wurden in den 1980er Jahren in Nordost-China (Liaoning, Jilin, Heilongjiang) Lehrerseminare zur Ausbildung von Mandschurisch-Lehrern veranstaltet. Diese Bemühungen ermöglichen es heute vielerorts, Unterricht in Mandschu erhalten zu können, was mit einer begrenzten Renaissance des mandschurischen Traditionsbewusstseins einhergeht und auch von manchen lokalen Behörden unterstützt wird, zum Beispiel von der Kreisregierung in Xinbin. Zwar ist damit nicht automatisch verbunden, dass Mandschu wieder zu einer im Alltag gebrauchten Sprache wird, aber es kann durchaus dazu führen, dass die Kenntnis der mandschurischen Sprache und Schrift über den kleinen Kreis der Mandschu hinaus verbreitet wird.
In den letzten 20–25 Jahren erschien zudem eine Fülle wissenschaftlicher Werke, darunter Mandschurisch-Wörterbücher, Lexika, Grammatiken, Lehrbücher für gesprochenes Mandschurisch usw. Dazu erscheint in Harbin die Fachzeitschrift Mǎnyǔ yánjiū (满语研究 – „Mandschu-Studien“), die sich ausschließlich mit den mandschu-tungusischen Sprachen und der mandschurischen Schrift beschäftigt.
Die Situation des gesprochenen Mandschurisch (ohne Xibe) kann man durch die Übersetzung zweier Stellen aus der Einleitung des Buches Xiandai Manyu babai ju wiedergeben:

„Im ganzen Land [gemeint ist China] konzentrieren sich, abgesehen von einzelnen Menschen hohen Alters in den Provinzen Liaoning und Jilin, die noch etwas einfaches Mandschurisch sprechen können, die Mandschurisch sprechenden Mandschu hauptsächlich im Norden der Provinz Heilongjiang im Einzugsgebiet des Heilong Jiang [Amur] und im Südwesten [der Provinz Heilongjiang] im Einzugsgebiet des Nen Jiang [Nonni].“

„Nach seinen Besonderheiten kann es [das heutige gesprochene Mandschurische] grob in drei Dialekte […] unterteilt werden: das Mandschurisch in Sanjiazi im Kreis Fuyu (富裕縣三家子 / 富裕县三家子), das Mandschurisch in Dawujiazi in der Stadt Heihe (黑河市大五家子) und das Mandschurisch in Daxingcun im Kreis Tailai (泰來縣大興村 / 泰来县大兴村).“

Dies ist zwar inzwischen nicht mehr aktuell, und viele der alten Leute, die in den 1980er und 1990er Jahren noch Mandschurisch sprachen, dürften inzwischen verstorben sein; das starke wissenschaftliche Interesse zusammen mit den regelmäßigen Besuchen von Ethnologen, Linguisten und Erzählforschern dürfte aber auch dazu geführt haben, dass in diesen drei Dörfern die jüngeren Generationen (also die Menschen unter 70) wieder Interesse am Sprechen des Mandschurischen gewonnen haben, so wie viele Mandschu in anderen Siedlungsgebieten der Mandschu auch.

## Phonetik und Phonologie
Das Mandschurische ist schon im 18. Jahrhundert als lebende Verkehrssprache erloschen, schreibt Haenisch. Wo es noch künstlich gepflegt wurde, wurde seine Aussprache durch die des Chinesischen geprägt. Die Rekonstruktion der ursprünglichen Aussprache ist daher noch nicht in allen Details gelungen. Die russische Mandschuristik sowie Möllendorff nahmen an, dass es ursprünglich acht Vokalphoneme gab; die mandschurische Schrift unterscheidet jedoch nur sechs.

### Konsonanten
Es gibt unterschiedliche Transkriptionssysteme für die Konsonanten des Mandschurischen:
- Möllendorff: k, g, h, n, b, p, s, š, t, d, l, m, c, j, y, r, f, w; k‛, g‛, h‛, ts‛, ts, dz, ž, sy, c‛y, jy[10]
- Haenisch: n k g h k g h ng b p s ś t d t d l m c j y r f w z z’ ź s c’i j’i k’a g’a[11]
- Gorelova: n ng k g h [q ɢ χ / k ɡ x] kʰ gʰ hʰ b p s š t d l m c j r f v(w) ts’(c) ts(ci) sy(si) dz(z) c’y(chi) jy(zhi) ž(r)[12]

### Vokale
Das gilt auch für die Vokale:
- Möllendorff: a, e (ä), i, o, u, ū[13]
- Haenisch: a e i o ô u ai ei oi ui ôi[14]
- Gorelova: a, e, i, o, u, ū[15] [a ə/ɜ i ɔ u o/ʊ] ai ei oi ui; iya, iye, i(y)o; eo; u(a), u(w)e, ū(w)a, ū(w)e[16]

In diesem Artikel wird die Transkription von Möllendorff verwendet.

## Grammatik

### Vokalharmonie
Ein grundlegendes Merkmal des Mandschurischen ist Vokalharmonie: Es wird zwischen hinteren (a, o, ū), vorderen (e) und neutralen Vokalen (i und u) unterschieden. In einem Wort kann in der Regel auf einen vorderen nur ein vorderer und auf einen hinteren nur ein hinterer Vokal folgen. Das gilt auch für Suffixe.
Es gibt Suffixe, die nur eine Form haben (z. B. de ᡩᡝ, ci ᠴᡳ) und auf alle Wortstämme folgen können. Es gibt Suffixe mit zwei Formen (giyan/giyen ᡤᡳᠶᠠᠨ
ᡤᡳᠶᡝᠨ, hiyan/hiyen ᡥᡳᠶᠠᠨ
ᡥᡳᠶᡝᠨ, kiyan/kiyen ᡴᡳᠶᠠᠨ
ᡴᡳᠶᡝᠨ), von denen die eine Form an Stämme mit vorderen, die andere an Stämme mit hinteren Vokalen tritt. Und es gibt Suffixe mit drei Formen, entweder mit den Vokalen a/e/o (z. B. han/hen/hon ᠊ᡥᠠᠨ
᠊ᡥᡝᠨ
᠊ᡥᠣᠨ) oder mit den Vokalen o/ū/u (z. B. hon/hūn/hun ᠊ᡥᠣᠨ
᠊ᡥᡡᠨ
᠊ᡥᡠᠨ), die nach folgendem Schema verwendet werden:
| Stamm | Suffix | Beispiel                        |
| ----- | ------ | ------------------------------- |
| a – a | a      | wakalan ᠸᠠᡴᠠᠯᠠᠨ „Schuld“        |
| i – a | a      | cihalan ᠴᡳᡥᠠᠯᠠᠨ „Wille“         |
| u – a | a      | tusangga ᡨᡠᠰᠠᠩᡤᠠ „nützlich“     |
| a – i | a      | faksikan ᡶᠠᡴᠰᡳᡴᠠᠨ „Kunstwerk“   |
| a – u | a      | kuralan ᡴᡠᡵᠠᠯᠠᠨ „Vergeltung“    |
| o – i | a      | moringga ᠮᠣᡵᡳᠩᡤᠠ „Reiter“       |
| e – e | e      | helmehen ᡥᡝᠯᠮᡝᡥᡝᠨ „Spinne“      |
| i – e | e      | ildehe ᡳᠯᡩᡝᡥᡝ „Baumbast“        |
| u – e | e      | tubehe ᡨᡠᠪᡝᡥᡝ „Lachs“           |
| e – i | e      | esihe ᡝᠰᡳᡥᡝ „Fischsuppe“        |
| e – u | e      | erulen ᡝᡵᡠᠯᡝᠨ „Strafe“          |
| o – o | o      | doloron ᡩᠣᠯᠣᡵᠣᠨ „Ritus“         |
| o – i | o      | hojihon ᡥᠣᠵᡳᡥᠣᠨ „Schwiegersohn“ |
| a – i | ū      | wasihūn ᠸᠠᠰᡳᡥᡡᠨ „abwärts“       |
| e – i | u      | wesihun ᠸᡝᠰᡳᡥᡠᠨ „aufwärts“      |

### Wortbildung
Das Mandschurische verfügt über zahlreiche produktive Wortbildungssuffixe.

#### Denominale Verben
Das Suffix -la/-le/-lo ᠊ᠯᠠ
᠊ᠯᡝ
᠊ᠯᠣ bildet ein Verb, indem das Substantiv zum Objekt der Tätigkeit wird: songko ᠰᠣᠩᡴᠣ „Spur“ – songkolombi ᠰᠣᠩᡴᠣᠯᠣᠮᠪᡳ „einer Spur folgen“; aba ᠠᠪᠠ „Jagd“ – abalambi ᠠᠪᠠᠯᠠᠮᠪᡳ „jagen“, gisun ᡤᡳᠰᡠᠨ „Wort“ – gisurembi ᡤᡳᠰᡠᡵᡝᠮᠪᡳ „reden“.
Das Suffix -na/-ne/-no ᠊ᠨᠠ
᠊ᠨᡝ
᠊ᠨᠣ bildet z. T. eine Art Inchoativ oder bezeichnet eine inhärente Entwicklung oder Fähigkeit eines Gegenstandes oder einer Person: fiyeren ᡶᡳᠶᡝᡵᡝᠨ „Spalte“ – fierenembi ᡶᡳᡝᡵᡝᠨᡝᠮᠪᡳ „sich spalten“, ilha ᡳᠯᡥᠠ „Blume“ – ilhanambi ᡳᠯᡥᠠᠨᠠᠮᠪᡳ „aufblühen“; monggo ᠮᠣᠩᡤᠣ „Mongolei“ – monggorombi ᠮᠣᠩᡤᠣᡵᠣᠮᠪᡳ „Mongolisch sprechen“, „sich wie ein Mongole betragen“.
Das Suffix -ša/-še/-šo ᠊ᡧᠠ
᠊ᡧᡝ
᠊ᡧᠣ bildet Verben, die das Bemühen ausdrücken, ein bestimmtes Resultat zu erreichen: sain ᠰᠠᡳᠨ „gut“ – saišambi ᠰᠠᡳᡧᠠᠮᠪᡳ „loben“, oncohon ᠣᠨᠴᠣᡥᠣᠨ „arrogant“ – oncohošombi ᠣᠨᠴᠣᡥᠣᡧᠣᠮᠪᡳ „sich brüsten“, buleku ᠪᡠᠯᡝᡴᡠ „Spiegel“ – bulekušembi ᠪᡠᠯᡝᡴᡠᡧᡝᠮᠪᡳ „in einen Spiegel schauen“, „sich spiegeln“
Das Suffix -da/-de/-do ᠊ᡩᠠ
᠊ᡩᡝ
᠊ᡩᠣbildet Verben der Intensität, der Dauer bzw. einer allmählichen Entwicklung einer Handlung: jili ᠵᡳᠯᡳ „Zorn“ – jilidambi ᠵᡳᠯᡳᡩᠠᠮᠪᡳ „zürnen“, ceku ᠴᡝᡴᡠ „Schaukel“ – cekudembi ᠴᡝᡴᡠᡩᡝᠮᠪᡳ „(sich) schaukeln“, eruwen ᡝᡵᡠᠸᡝᠨ „Bohrer“ – eruwedembi ᡝᡵᡠᠸᡝᡩᡝᠮᠪᡳ „bohren“, goho ᡤᠣᡥᠣ „elegant“ – gohodombi ᡤᠣᡥᠣᡩᠣᠮᠪᡳ „sich herausputzen“.

### Flexion
Die mandschurische Grammatik zeichnet sich im Vergleich zu verwandten Sprachen durch eine schwach entwickelte Flexionsmorphologie aus.

#### Nomen
Im Mandschurischen gibt es kein grammatisches Geschlecht.
Bei einer Reihe von Wortpaaren wird das biologische Geschlecht durch unterschiedliche Vokale bezeichnet:
ama ᠠᠮᠠ „Vater“ – eme ᡝᠮᡝ „Mutter“, haha ᡥᠠᡥᠠ „Mann“ – hehe ᡥᡝᡥᡝ „Frau“, naca ᠨᠠᠴᠠ „Schwager“ – nece ᠨᡝᠴᡝ „Schwägerin“, hūwašan ᡥᡡᠸᠠᡧᠠᠨ (chinesisch héshang 和尚) „Mönch“ – huwešen ᡥᡠᠸᡝᡧᡝᠨ „Nonne“, amila ᠠᠮᡳᠯᠠ „Männchen“ – emile ᡝᠮᡳᠯᡝ „Weibchen“, arsalan ᠠᡵᠰᠠᠯᠠᠨ „Löwe“ – erselen ᡝᡵᠰᡝᠯᡝᠨ „Löwin“, garudai ᡤᠠᡵᡠᡩᠠᡳ „männlicher Phönix“ – gerudei ᡤᡝᡵᡠᡩᡝᡳ „weiblicher Phönix“, aber auch habtaha ᡥᠠᠪᡨᠠᡥᠠ „Männergürtel“ – hebtehe ᡥᡝᠪᡨᡝᡥᡝ „Frauengürtel“, ganggan ᡤᠠᠩᡤᠠᠨ „stark“ – genggen ᡤᡝᠩᡤᡝᠨ „schwach“.
Moderne Grammatiken unterscheiden meist belebte und unbelebte Nomen sowie Nomen, die Eigenschaften bezeichnen.

##### Plural
Der Plural wird im Allgemeinen nicht bezeichnet. Wenn er explizit bezeichnet wird, gibt es dafür mehrere Möglichkeiten.

###### Analytischer Plural
Der Plural kann analytisch ausgedrückt werden, d. h. mit einem Zahlwort oder mit einem Wort, das den Plural ausdrückt (eiten ᡝᡳᡨᡝᠨ „jeder“, geren ᡤᡝᡵᡝᠨ  „alle“, ududu ᡠᡩᡠᡩᡠ „mehrere“, tome ᡨᠣᠮᡝ „jeder“) und dem Nomen vorangestellt wird, oder indem ein Gattungsnomen (urse ᡠᡵᠰᡝ „Leute“, gurgu ᡤᡠᡵᡤᡠ „Tier“, hacin ᡥᠠᠴᡳᠨ „Art“, jergi ᠵᡝᡵᡤᡳ „Rang“) nachgestellt wird.
Die Zusammenstellung zweier Synonyme kann – so wie im Chinesischen und im Mongolischen – den Plural ausdrücken: baita sita ᠪᠠᡳᡨᠠ
ᠰᡳᡨᠠ „Angelegenheiten“, gasha cecike ᡤᠠᠰᡥᠠ
ᠴᡝᠴᡳᡴᡝ „Vögel“, ulin nadan ᡠᠯᡳᠨ
ᠨᠠᡩᠠᠨ „Besitztümer“, ulha ujime ᡠᠯᡥᠠ
ᡠᠵᡳᠮᡝ „Haustiere“.
Der Plural kann bei einigen Wörtern durch Reduplikation gebildet werden: jalan jalan ᠵᠠᠯᠠᠨ
ᠵᠠᠯᠠᠨ „Generationen“, se se ᠰᡝ
ᠰᡝ „Jahre“

###### Synthetischer Plural
Der Plural von Substantiven, die Personen bezeichnen, kann synthetisch, durch ein Pluralsuffix, ausgedrückt werden.
Die häufigsten Pluralsuffixe sind -sa/-se/-so ᠊ᠰᠠ
᠊ᠰᡝ
᠊ᠰᠣ, -ta/-te ᠊ᡨᠠ
᠊ᡨᡝ, -si ᠊ᠰᡳ und -ri ᠊ᡵᡳ. Einige Wörter verlieren beim Antritt des Pluralsuffix auslautendes -n, -i oder -lo.
Das Pluralsuffix -sa/-se ᠊ᠰᠠ
᠊ᠰᡝ wird mit Nomen verwendet, die Alter, Generationen, Verwandte, Völker, Ämter, Ränge, Titel und Berufe bezeichnen:
gege ᡤᡝᡤᡝ „ältere Schwester“ – gegese ᡤᡝᡤᡝᠰᡝ, age ᠠᡤᡝ „Prinz“ – agese ᠠᡤᡝᠰᡝ, amban ᠠᠮᠪᠠᠨ „hoher Beamter“ – ambasa ᠠᠮᠪᠠᠰᠠ, beile ᠪᡝᡳᠯᡝ „Herrscher“ – beile se ᠪᡝᡳᠯᡝ ᠰᡝ, jui ᠵᡠᡳ „Sohn“ – juse ᠵᡠᠰᡝ, irgen ᡳᡵᡤᡝᠨ „Volk“ – irgese ᡳᡵᡤᡝᠰᡝ, lama ᠯᠠᠮᠠ „Mönch“ – lamasa ᠯᠠᠮᠠᠰᠠ, manju ᠮᠠᠨᠵᡠ „Mandschu“ – manjusa ᠮᠠᠨᠵᡠᠰᠠ, nikan ᠨᡳᡴᠠᠨ „(Han-)Chinese“ – nikasa ᠨᡳᡴᠠᠰᠠ, oros ᠣᡵᠣᠰ „Russe“ – oros se ᠣᡵᠣᠰ ᠰᡝ.
Das Pluralsuffix -se ist von dem Nominalsuffix -se zu unterscheiden, das in chinesischen Lehnwörtern vorkommt: cise ᠴᡳᠰᡝ „Teich“ (<chízi 池子), kose ᡴᠣᠰᡝ „Hose“ (<kùzi 褲子), dangse ᡩᠠᠩᠰᡝ „Akt, Akte“ (<dàngzi 檔子).
Das Pluralsuffix -so ᠊ᠰᠣ wird mit einigen Nomen verwendet, die Völker oder Geschlechter bezeichnen:
monggo ᠮᠣᠩᡤᠣ „Mongole“ – monggoso ᠮᠣᠩᡤᠣᠰᠣ, solho ᠰᠣᠯᡥᠣ „Koreaner“ – solhoso ᠰᠣᠯᡥᠣᠰᠣ, gioro ᡤᡳᠣᡵᠣ (Name der kaiserlichen Familie) – gioroso ᡤᡳᠣᡵᠣᠰᠣ.
Das Pluralsuffix -si ᠊ᠰᡳ wird mit Nomen verwendet, die Alter, Verwandtschaftsverhältnisse und Status bezeichnen:
aha ᠠᡥᠠ „Sklave“ – ahasi ᠠᡥᠠᠰᡳ, haha ᡥᠠᡥᠠ „Mann“ – hahasi ᡥᠠᡥᠠᠰᡳ (höflich: haha niyalma ᡥᠠᡥᠠ ᠨᡳᠶᠠᠯᠮᠠ), hehe ᡥᡝᡥᡝ „Frau“ – hehesi ᡥᡝᡥᡝᠰᡳ (höflich: hehe urse ᡥᡝᡥᡝ ᡠᡵᠰᡝ), omolo ᠣᠮᠣᠯᠣ „Enkel“ – omolosi ᠣᠮᠣᠯᠣᠰᡳ.
Das Pluralsuffix -ta/-te ᠊ᡨᠠ
᠊ᡨᡝ wird mit einigen Nomen verwendet, die Alter, Generationen und Verwandte bezeichnen:
ama ᠠᠮᠠ „Vater“ – amata ᠠᠮᠠᡨᠠ, eme ᡝᠮᡝ „Mutter“ – emete ᡝᠮᡝᡨᡝ, ahūn ᠠᡥᡡᠨ „älterer Bruder“ – ahūta ᠠᡥᡡᡨᠠ, ejun ᡝᠵᡠᠨ „ältere Schwester“ – ejute ᡝᠵᡠᡨᡝ, asihan ᠠᠰᡳᡥᠠᠨ „junger Mann“ – asihata ᠠᠰᡳᡥᠠᡨᠠ.
Das Pluralsuffix -ri ᡵᡳwird nur mit wenigen Nomen verwendet:
mafa ᠮᠠᡶᠠ „Großvater“ – mafari ᠮᠠᡶᠠᡵᡳ, mama ᠮᠠᠮᠠ „Großmutter“ – mamari ᠮᠠᠮᠠᡵᡳ.
Einige Wörter können verschiedene Pluralsuffixe annehmen:
agusa ᠠᡤᡠᠰᠠ, aguse ᠠᡤᡠᠰᡝ „Herren“; sargasa ᠰᠠᡵᡤᠠᠰᠠ, sargata ᠰᠠᡵᡤᠠᡨᠠ „Ehefrauen“

##### Deklination
Die Deklination, d. h. die Bildung der Kasus, zeigt die syntaktische Rolle der Nomen im Satz an. Im Mandschurischen ist sie eher analytisch und syntaktisch als morphologisch und synthetisch. Das Mandschurische hat im Vergleich zu den anderen mandschurisch-tungusischen Sprachen nur wenige Kasus: Nominativ (ohne Endung), Genitiv (Endung: i ᠊ᡳ), Akkusativ (be ᠪᡝ), Dativ/Lokativ (de ᡩᡝ) und Ablativ/Elativ (ci ᠴᡳ). Zum Ausgleich hat das Mandschurische analytische Kombinationen von Nomen mit Kasusmarkierungen plus Postpositionen entwickelt. Die meisten Postpositionen sind aus Nomen entstanden.

###### Nominativ
Der Nominativ wird nicht weiter gekennzeichnet. Der Nominativ kann das Subjekt oder das Prädikat in einem Satz bezeichnen.
ere deo umesi hulcin niyalma

ᡝᡵᡝ
ᡩᡝᠣ
ᡠᠮᡝᠰᡳ
ᡥᡠᠯᠴᡳᠨ
ᠨᡳᠶᠠᠯᠮᠠ

dies jüngerer.Bruder sehr dumm Mensch

„Dieser kleine Bruder ist ein sehr dummer Mensch.“
Der Nominativ kann ein Attribut kennzeichnen:
tere mederi han jili banji-ha

ᡨᡝᡵᡝ
ᠮᡝᡩᡝᡵᡳ
ᡥᠠᠨ
ᠵᡳᠯᡳ
ᠪᠠᠨᠵᡳᡥᠠ

jener Meer Khan Zorn werden-PARTIZIP

„Jener Khan des Meeres wurde wütend.“
ᠪᠣᠣ
ᡴᠣᠣᠯᡳ

boo kooli

Haus Ritus

„Hausriten“, „Familienriten“
Der Nominativ bezeichnet häufig ein unbestimmtes direktes Objekt.
emu hotun sabu-mbi

ᡝᠮᡠ
ᡥᠣᡨᡠᠨ
ᠰᠠᠪᡠᠮᠪᡳ

einer Stadt sehen-IMPERFEKT

„Jemand hat eine Stadt gesehen.“
tuwa dabu

ᡨᡠᠸᠠ
ᡩᠠᠪᡠ

Feuer anzünden(IMPERATIV)

„zünde Feuer an!“
Der Nominativ kann auch Umstandsergänzungen bezeichnen.
tere dobori

ᡨᡝᡵᡝ
ᡩᠣᠪᠣᡵᡳ

jener Nacht

„in jener Nacht“

###### Akkusativ
Der Akkusativ wird ungeachtet der Vokalharmonie mit be ᠪᡝ gekennzeichnet. Er bezeichnet vor allem das direkte Objekt.
i boo be weile-mbi

ᡳ
ᠪᠣᠣ ᠪᡝ
ᠸᡝᡳᠯᡝᠮᠪᡳ

er Haus AKKUSATIV bauen-IMPERFEKT
„Er baut ein Haus.“
bi hergen be ara-mbi

ᠪᡳ
ᡥᡝᡵᡤᡝᠨ ᠪᡝ
ᠠᡵᠠᠮᠪᡳ

ich Brief AKKUSATIV schreiben-IMPERFEKT

„Ich schreibe Briefe.“
abka. na. šun. biya. edun. aga. akjan. talkiyan be tuwaci

ᠠᠪᡴᠠ᠈
ᠨᠠ᠈
ᡧᡠᠨ᠈
ᠪᡳᠶᠠ᠈
ᡝᡩᡠᠨ᠈
ᠠᡤᠠ᠈
ᠠᡴᠵᠠᠨ᠈
ᡨᠠᠯᡴᡳᠶᠠᠨ ᠪᡝ
ᡨᡠᠸᠠᠴᡳ

Himmel Erde Sonne Mond Wind Regen Donner Blitz AKKUSATIV betrachten-KONDITIONAL

„wenn man Himmel und Erde, Sonne und Mond, Wind und Regen, Donner und Blitz betrachtet …“
Das direkte Objekt wird nicht immer mit dem Akkusativ gekennzeichnet, wobei die Regeln dafür nicht ganz geklärt sind.

###### Genitiv
Der Genitiv wird mit i  ᡳ oder ni ᠨᡳ gekennzeichnet. Bei Substantiven, die auf Vokal oder auf -n enden, wird i verwendet, bei Substantiven, die auf andere Konsonanten enden, ni. Nach Wörtern, die auf -i enden, insbesondere nach Lehnwörtern aus dem Chinesischen, kann die Genitivkennzeichnung wegfallen. Der Genitiv bezeichnet ein Argument, das von einem Nomen regiert wird, d. h. eine sehr allgemeine syntaktische Beziehung zwischen zwei Nomen. Er bezeichnet vor allem den Besitzer, den Ursprung oder den Wohnsitz eines Objektes.
boo i ejen

ᠪᠣᠣ ᡳ
ᡝᠵᡝᠨ

Haus GENITIV Herr

„Herr des Hauses“
abka-i jui (< chin. tiān zǐ 天子)

ᠠᠪᡴᠠᡳ
ᠵᡠᡳ

Himmel-GENITIV Sohn

„Sohn des Himmels“, „Kaiser“
men-i baita

ᠮᡝᠨ ᡳ
ᠪᠠᡳᡨᠠ

ich-GENITIV Geschäft

„mein Geschäft“
Außerdem kann der Genitiv den Teil eines Ganzen, das Material, aus dem etwas besteht, eine Menge, ein Verwandtschaftsverhältnis oder ein Attribut ausdrücken. Mit dem Genitiv werden auch Wortverbindungen gebildet.
bithe-i niyalma

ᠪᡳᡨᡥᡝ ᡳ
ᠨᡳᠶᠠᠯᠮᠠ

Buch-GENITIV Mensch

„Gelehrter“
monggo i ba

ᠮᠣᠩᡤᠣ ᡳ
ᠪᠠ

Mongolei GENITIV Ort

„Mongolei“
abka-i fejergi

ᠠᠪᡴᠠ ᡳ
ᡶᡝᠵᡝᡵᡤᡳ

Himmel-GENITIV unter

„alles unter dem Himmel“, „China“, „die Welt“ (vgl. chinesisch tiānxià 天下)
Außerdem kann der Genitiv instrumentale Bedeutung haben: galai ᡤᠠᠯᠠᡳ „mit der Hand“
ere suhe-i saci-mbi

ᡝᡵᡝ
ᠰᡠᡥᡝ ᡳ
ᠰᠠᠴᡳᠮᠪᡳ

dies Axt-GENITIV hacken-IMPERFEKT

„(Ich) werde mit dieser Axt hacken.“
mini yasai tuwaha

ᠮᡳᠨᡳ
ᠶᠠᠰᠠᡳ
ᡨᡠᠸᠠᡥᠠ

ich-GENITIV Auge-GENITIV anschauen-PERFEKT

„mit meinen Augen angeschaut“
hesei takūraha

ᡥᡝᠰᡝᡳ
ᡨᠠᡴᡡᡵᠠᡥᠠ

„im kaiserlichen Auftrag entsandt“
Eine Reihe von Postpositionen regieren den Genitiv, darunter cala ᠴᠠᠯᠠ „jenseits“, dolo ᡩᠣᠯᠣ „in“, emgi ᡝᠮᡤᡳ „mit“, baru ᠪᠠᡵᡠ „an, zu“, jalin ᠵᠠᠯᡳᠨ „um … willen“.

###### Dativ/Lokativ
Der Dativ bzw. Lokativ wird ungeachtet der Vokalharmonie mit de  ᡩᡝ gekennzeichnet. Er bezeichnet vor allem einen Empfänger oder Nutznießer einer Handlung.
morin be tere niyalma de bufi

ᠮᠣᡵᡳᠨ ᠪᡝ
ᡨᡝᡵᡝ
ᠨᡳᠶᠠᠯᠮᠠ ᡩᡝ
ᠪᡠᡶᡳ

Pferd AKKUSATIV jener Mensch DATIV geben-GERUNDIUM

„Er gab das Pferd jenem Manne.“
Bei einem Verb im Passiv bezeichnet der Dativ das Agens (den Handlungsträger).
bi in-de gele-bu-he

ᠪᡳ
ᡳᠨ ᡩᡝ
ᡤᡝᠯᡝᠪᡠᡥᡝ

ich er-DATIV fürchten-PASSIV-PARTIZIP

„Ich fürchtete mich vor ihm“, „Er machte mir Angst“.
Mit dem Dativ kann Besitz ausgedrückt werden.
ahun de bithe bi

ᠠᡥᡠᠨ ᡩᡝ
ᠪᡳᡨᡥᡝ
ᠪᡳ

großer.Bruder DATIV Buch KOPULA

„Der große Bruder hat ein Buch.“
Der Dativ kann ein Instrument bezeichnen.
angga de hula, mujilen de eje

ᠠᠩᡤᠠ ᡩᡝ
ᡥᡠᠯᠠ᠈
ᠮᡠᠵᡳᠯᡝᠨ ᡩᡝ
ᡝᠵᡝ

Mund DATIV lesen(IMPERATIV), Geist DATIV sich.einprägen(IMPERATIV)

„Lies es mit den Lippen und merke es dir mit dem Gehirn.“
Er dient als Lokativ der Ruhe und der Richtung und bezeichnet auch Zeitpunkt, Art und Weise sowie Ursache einer Handlung.
alin buja de tolo-mbi

ᠠᠯᡳᠨ
ᠪᡠᠵᠠ ᡩᡝ
ᡨᠣᠯᠣᠮᠪᡳ

Berg Wald DATIV leben-IMPERFEKT

„Sie leben in den Bergen und Wäldern.“
mukden de gene-mbi

ᠮᡠᡩᡝᠨ ᡩᡝ
ᡤᡝᠨᡝᠮᠪᡳ

Mukden DATIV gehen-IMPERFEKT

„Ich gehe nach Mukden (Shenyang).“
tere nergin-de

ᡨᡝᡵᡝ
ᠨᡝᡵᡤᡳᠨ ᡩᡝ

jenes Zeit-DATIV

„in jenem Augenblick“
doron de

ᡩᠣᡵᠣᠨ ᡩᡝ

„entsprechend den Riten“
emu gisun de mergen obu-mbi, emu gisun de mergen akū

ᡝᠮᡠ
ᡤᡳᠰᡠᠨ ᡩᡝ
ᠮᡝᡵᡤᡝᠨ
ᠣᠪᡠᠮᠪᡳ᠈
ᡝᠮᡠ
ᡤᡳᠰᡠᠨ ᡩᡝ
ᠮᡝᡵᡤᡝᠨ
ᠠᡴᡡ

ein Wort DATIV weise machen-PARTIZIP, ein Wort DATIV weise KOPULA.NEGATIV

„Ein Wort kann zu Weisheit oder zu Dummheit führen.“
ejen-i hese de

ᡝᠵᡳᠨ ᡳ
ᡥᡝᠰᡝ ᡩᡝ

Herrscher-GENITIV Befehl DATIV

„auf Befehl des Herrschers“
Eine Reihe von Substantiven wird durch Anfügen der Dativendung in Postpositionen verwandelt:
ba ᠪᠠ „Ort, Anlass“ – bade ᠪᠠᡩᡝ „wenn, falls“, da ᡩᠠ „Grundlage“ – dade ᡩᠠᡩᡝ „daneben, außer“, erin ᡝᡵᡳᠨ „Zeit“ – erinde ᡝᡵᡳᠨᡩᡝ „wenn“.

###### Ablativ/Elativ
Der Ablativ bzw. Elativ wird mit -ci ᠴᡳ gekennzeichnet. Er bezeichnet einen räumlichen oder zeitlichen Ausgangspunkt.
boo ci tucike

ᠪᠣᠣ ᠴᡳ
ᡨᡠᠴᡳᡴᡝ

Haus ABLATIV herauskommen-PARTIZIP

„er kam aus dem Haus“
abka ci wasi-mbi

ᠠᠪᡴᠠ ᠴᡳ
ᠸᠠᠰᡳᠮᠪᡳ

Himmel ABLATIV herabsteigen-IMPERFEKT

„(jemand) steigt vom Himmel herab“
na ci banji-mbi

ᠨᠠ ᠴᡳ
ᠪᠠᠨᠵᡳᠮᠪᡳ

Erde ABLATIV geboren.werden-IMPERATIV

„(etwas) wächst aus der Erde“
da-ci dube-de isitala

ᡩᠠ ᠴᡳ
ᡩᡠᠪᡝ ᡩᡝ
ᡳᠰᡳᡨᠠᠯᠠ

Anfang-ABLATIV Ende-DATIV bis

„vom Anfang bis zum Ende“
Der Ablativ kann das Objekt eines Vergleiches bezeichnen:
manju gisun ci nikan gisun mangga

ᠮᠠᠨᠵᡠ
ᠪᡳᠰᡠᠨ ᠴᡳ
ᠨᡳᡴᠠᠨ
ᡤᡳᠰᡠᠨ
ᠮᠠᠩᡤᠠ

„Chinesisch ist schwieriger als Mandschu.“

#### Adjektiv
Ein Adjektiv als Attribut steht ohne Kasussuffixe vor dem Nomen.
sain niyalma

ᠰᠠᡳᠨ
ᠨᡳᠶᠠᠯᠮᠠ

gut Mensch

„ein guter Mensch“
Als Prädikat steht es am Ende des Satzes.
niyalma sain

ᠨᡳᠶᠠᠯᠮᠠ
ᠰᠠᡳᠨ

Mensch gut

„Der Mensch ist gut.“
Vergleiche werden mit dem Ablativ des Substantives formuliert.
morin indahūn ci amba

ᠮᠣᡵᡳᠨ
ᡳᠨᡩᠠᡥᡡᠨ ᠴᡳ
ᠠᠮᠪᠠ

Pferd Hund ABLATIV groß

„Das Pferd ist größer als der Hund.“

#### Zahlwörter
Die Kardinalzahlen lauten wie folgt:
| 1 emu ᡝᠮᡠ        | 11 juwan emu ᠵᡠᠸᠠᠨ ᡝᠮᡠ        |                    |                            |
| 2 juwe ᠵᡠᠸᡝ      | 12 juwan juwe ᠵᡠᠸᠠᠨ ᠵᡠᠸᡝ      | 20 orin⁑ ᠣᡵᡳᠨ      | 200 juwe tanggū ᠵᡠᠸᡝ ᡨᠠᠩᡤᡡ |
| 3 ilan ᡳᠯᠠᠨ      | 13 juwan ilan ᠵᡠᠸᠠᠨ ᡳᠯᠠᠨ      | 30 gūsin⁂ ᡤᡡᠰᡳᠨ    | 300 ilan tanggū ᡳᠯᠠᠨ ᡨᠠᠩᡤᡡ |
| 4 duin ᡩᡠᡳᠨ      | 14 juwan duin ᠵᡠᠸᠠᠨ ᡩᡠᡳᠨ      | 40 dehi ᡩᡝᡥᡳ       | etc.                       |
| 5 sunja ᠰᡠᠨᠵᠠ    | 15 tofohon* ᡨᠣᡶᠣᡥᠣᠨ           | 50 susai ᠰᡠᠰᠠᡳ     |                            |
| 6 ninggun ᠨᡳᠩᡤᡠᠨ | 16 juwan ninggun ᠵᡠᠸᠠᠨ ᠨᡳᠩᡤᡠᠨ | 60 ninju ᠨᡳᠨᠵᡠ     |                            |
| 7 nadan ᠨᠠᡩᠠᠨ    | etc.                          | 70 nadanju ᠨᠠᡩᠠᠨᠵᡠ |                            |
| 8 jakūn ᠵᠠᡴᡡᠨ    |                               | 80 jakūnju ᠵᠠᡴᡡᠨᠵᡠ |                            |
| 9 uyun ᡠᠶᡠᠨ      |                               | 90 uyunju ᡠᠶᡠᠨᠵᡠ   |                            |
| 10 juwan ᠵᡠᠸᠠᠨ   |                               | 100 tanggū ᡨᠠᠩᡤᡡ   |                            |

21 orin emu ᠣᡵᡳᠨ
ᡝᠮᡠ etc.
101 tanggū emu ᡨᠠᠩᡤᡡ
ᡝᠮᡠ etc.
1000 minggan ᠮᡳᠩᡤᠠᠨ (aus dem mongolischen ‹mingɣ-a(n)› ᠮᠢᠨᠭᠭ᠎ᠠ)
10000 tumen ᡨᡠᠮᡝᠨ (aus dem mongolischen ‹tüme(n)› ᠲᠦᠮᠡᠨ)
100000 juwan tumen ᠵᡠᠸᠠᠨ
ᡨᡠᠮᡝᠨ
1000000 tanggū tumen ᡨᠠᠩᡤᡡ
ᡨᡠᠮᡝᠨ
* unregelmäßig; vgl. mongolisch ‹tabu(n)› ᠲᠠᠪᠤᠨ „fünf“
⁑ vgl. mongolisch ‹qori(n)› ᠬᠣᠷᠢᠨ
⁂ vgl. mongolisch ‹ɣuči(n)› ᠭᠤᠴᠢᠨ
Für größere Zahlen werden auch Lehnwörter aus dem Sanskrit verwendet, vor allem in Übersetzungen buddhistischer Texte.
Die meisten Ordinalzahlen werden mit dem Suffix -ci ᠴᡳ gebildet, wobei auslautendes -n ausfällt (außer bei juwanci ᠵᡠᠸᠠᠨᠵᡳ „zehnter“ und tumenci ᡨᡠᠮᡝᠨᠵᡳ „zehntausendster“).
Distributivzahlen werden mit dem Suffix -ta/-te/-to ᡨᠠ
ᡨᡝ
ᡨᠣ gebildet, wobei auslautendes -n ausfällt:
emte ᡝᠮᡨᡝ „je einer“, juwete ᠵᡠᠸᡝᡨᡝ „je zwei“, ilata ᡳᠯᠠᡨᠠ „je drei“ etc.
Bruchzahlen werden nach folgendem Muster gebildet:
ilan (ubu) ci emu

ᡳᠯᠠᠨ
ᡠᠪᡠ ᠴᡳ
ᡝᠮᡠ

drei (Teil) ABLATIV eins

„ein Drittel“ (wörtlich: „von drei Teilen einer“)
sunja (ubu) ci ilan

ᡳᠯᠠᠨ
ᡠᠪᡠ ᠴᡳ
ᡝᠮᡠ

fünf (Teil) ABLATIV drei

„drei Fünftel“
nadan ci juwe

ᠨᠠᡩᠠᠨ ᠴᡳ
ᠵᡠᠸᡝ

„zwei Siebtel“
Das Wort ubu ᡠᠪᡠ „Teil“ kann auch im Genitiv stehen:
ninggun ubu-i sunja

ᠨᡳᠩᡤᡠᠨ
ᡠᠪᡠ ᡳ
ᠰᡠᠨᠵᠠ

sechs Teil-GENITIV fünf

„fünf Sechstel“
Das ist dieselbe Konstruktion wie im Chinesischen:
sān fēn zhī èr

三分之二

drei Teil GENITIV zwei

„zwei Drittel“
Vervielfältigungszahlen werden mit dem Suffix -rsu ᡵᠰᡠ oder mit nachgestelltem ubu ᡠᠪᡠ „Teil“ gebildet:
emursu ᡝᠮᡠ, emu ubu ᡝᠮᡠ
ᡠᠪᡠ „einfach“; jursu ᠵᡠᡵᠰᡠ, juwe ubu ᡠᠸᡝ
ᡠᠪᡠ „zweifach“; ilarsu ᡳᠯᠠᡵᠰᡠ, ilan ubu ᡳᠯᠠᠨ
ᡠᠪᡠ „dreifach“; etc.
Kollektivzahlen werden mit dem Suffix -nofi ᠊ᠨᠣᡶᡳ gebildet:
juwenofi ᠵᡠᠸᡝᠨᠣᡶᡳ „zu zweit“, ilanofi ᡳᠯᠠᠨᠣᡶᡳ „zu dritt“, duinofi ᡩᡠᡳᠨᠣᡶᡳ „zu viert“ etc.
Wiederholungszahlen werden meist mit dem Suffix -nggeri ᠊ᠨᡝᡵᡳ oder -geri ᠊ᡤᡝᡵᡳ gebildet:
emgeri ᡝᠮᡤᡝᡵᡳ „einmal“, juwenggeri ᠵᡠᠸᡝᠩᡤᡝᡵᡳ „zweimal“, ilanggeri ᡳᠯᠠᠩᡤᡝᡵᡳ „dreimal“, duinggeri ᡩᡠᡳᠩᡤᡝᡵᡳ „viermal“ etc.
Für Daten werden wie im Chinesischen ein Zehner- (juwan cikten ᠵᡠᠸᠠᠨ
ᠴᡳᡴᡨᡝᠨ „zehn Farben“ oder „Stämme“) und ein Zwölferzyklus (juwan juwe gargan ᠵᡠᠸᠠᠨ
ᠵᡠᠸᡝ
ᡤᠠᡵᡤᠠᠨ „zwölf Tiere“ oder „Zweige“) verwendet.

#### Zähleinheitswörter
Im Mandschurischen gibt es ähnlich wie im Chinesischen eine beträchtliche Anzahl an Zähleinheitswörtern (auch Zählwörter, numerative Zählwörter, Klassifikatoren oder Meterale genannt), die zwischen Zahlwort und Nomen stehen:
ilan fesin loho

ᡳᠯᠠᠨ
ᡶᡝᠰᡳᠨ
ᠯᠣᡥᠣ

drei KLASSIFIKATOR Schwert

„drei Schwerter“
Das Zähleinheitswort fesin ᡶᡝᠰᡳᠨ „Griff“ wird für Objekte mit einem Griff oder Heft wie Messer, Schwerter, Säbel, Spaten, Fächer etc. verwendet (ähnlich dem chinesischen Zähleinheitswort bǎ 把).
Weitere Beispiele für Zähleinheitswörter sind afaha ᠠᡶᠠᡥᠠ „Blatt (Papier)“ für Papier, Listen etc. (vgl. chinesisch zhāng 張), debtelin ᡩᡝᠪᡨᡝᠯᡳᠨ „Band“ für Bücher (vgl. chinesisch běn 本), angga ᠠᠩᡤᠠ „Maul“ für Tiere, Gegenstände mit Öffnungen (Töpfe, Taschen u. ä.), Häfen, Gebirgspässe etc., baksan ᠪᠠᡴᠰᠠᠨ „Bündel“ für Getreidegarben, Papierbündel, Schlüsselbünde, Karawanen etc., dalgan ᡩᠠᠯᡤᠠᠨ „Fläche“ für flache Gegenstände wie Fahnen, Spiegel, Fächer und Fleischschnitzel etc.

#### Pronomen

##### Personalpronomen
Die Personalpronomen lauten bi ᠪᡳ „ich“, si ᠰᡳ „du“, i ᡳ „er, sie“, be ᠪᡝ „wir“ (exklusiv, vgl. chinesisch wǒmen 我們), muse ᠮᡠᠰᡝ „wir“ (inklusiv, vgl. chinesisch zánmen 咱們), su(w)e ᠰᡠᠸᡝ „ihr“, ce ᠴᡝ „sie“ (3. Person Plural).
Diese Pronomen beziehen sich auf Personen, nicht auf Gegenstände. Für Gegenstände werden meist die Demonstrativpronomen ere ᡝᡵᡝ „dies“ und tere ᡨᡝᡵᡝ „jenes“ verwendet. Das exklusive „wir“ be ᠪᡝbezieht sich auf die erste und dritte Person unter Ausschluss der zweiten Person, d. h. des Angesprochenen. Das inklusive „wir“ muse ᠮᡠᠰᡝ bezieht sich auf den Sprecher und den Angesprochenen.
Die Personalpronomen werden unregelmäßig dekliniert:
| —              | ich         | wir (exkl.) | wir (inkl.)   | du          | ihr               | er/sie    | sie (Pl.)   |
| Nominativ      | bi ᠪᡳ       | be ᠪᡝ       | muse ᠮᡠᠰᡝ     | si ᠰᡳ       | su(w)e ᠰᡠᠸᡝ       | i ᡳ       | ce ᠴᡝ       |
| Genitiv        | mini ᠮᡳᠨᡳ   | meni ᠮᡝᠨᡳ   | musei ᠮᡠᠰᡝᡳ   | sini ᠰᡳᠨᡳ   | su(w)eni ᠰᡠᠸᡝᠨᡳ   | ini ᡳᠨᡳ   | ceni ᠴᡝᠨᡳ   |
| Dativ/Lokativ  | minde ᠮᡳᠨᡩᡝ | mende ᠮᡝᠨᡩᡝ | musede ᠮᡠᠰᡝᡩᡝ | sinde ᠰᡳᠨᡩᡝ | su(w)ende ᠰᡠᠸᡝᠨᡩᡝ | inde ᡳᠨᡩᡝ | cende ᠴᡝᠨᡩᡝ |
| Akkusativ      | mimbe ᠮᡳᠮᠪᡝ | membe ᠮᡝᠮᠪᡝ | musebe ᠮᡠᠰᡝᠪᡝ | simbe ᠰᡳᠮᠪᡝ | su(w)embe ᠰᡠᠸᡝᠮᠪᡝ | imbe ᡳᠮᡝ  | cembe ᠴᡝᠮᠪᡝ |
| Ablativ/Elativ | minci ᠮᡳᠨᠴᡳ | menci ᠮᡝᠨᠴᡳ | museci ᠮᡠᠰᡝᠴᡳ | sinci ᠰᡳᠨᠴᡳ | su(w)enci ᠰᡠᠸᡝᠨᠴᡳ | inci ᡳᠨᠴᡳ | cenci ᠴᡝᠨᠴᡳ |

Besitz kann mit der Genitiv-Form der Personalpronomen ausgedrückt werden: mini boo ᠮᡳᠨᡳ
ᠪᠣᠣ „mein Haus“, sini boo ᠰᡳᠨᡳ
ᠪᠣᠣ „dein Haus“, musei boo ᠮᡠᠰᡝᡳ
ᠪᠣᠣ „unser Haus“ etc.
Substantivische Possessivpronomen werden mit -ngge ᠩᡤᡝ gebildet: miningge ᠮᡳᠨᡳᠩᡤᡝ „der Meinige“, gūwaingge ᡤᡡᠸᠠᡳᠩᡤᡝ „etwas, das einem anderen gehört“.
ere uthai we-i jaka – miningge

ᡝᡵᡝ
ᡠᡨᡥᠠᡳ
ᠸᡝᡳ
ᠵᠠᡴᠠ᠉
ᠮᡳᠨᡳᠩᡤᡝ

dies dann wer-GENITIV Ding – meines

„Wem gehört das? – Mir.“
Ähnlich wie in anderen asiatischen Sprachen vermieden gebildete Mandschuren Personalpronomina, besonders für die erste und für die zweite Person; stattdessen werden häufig Umschreibungen verwendet, z. B. verwendeten mandschurische Beamten gegenüber dem Kaiser aha ᠠᡥᠠ „Sklave“, chinesische amban ᠠᠮᠪᠠᠨ „Untertan“, wenn sie von sich selbst sprachen (statt des Pronomens bi ᠪᡳ „ich“), der Kaiser hingegen nannte sich gegenüber mandschurischen Fürsten (amban ᠠᠮᠪᠠᠨ und beile ᠪᡝᡳᠯᡝ) sitahūn niyalma ᠰᡳᡨᠠᡥᡡᠨ
ᠨᡳᠶᠠᠯᠮᠠ „armselige Person“ oder emteli beye ᡝᠮᡨᡝᠯᡳ
ᠪᡝᠶᡝ „Waise“; im Allgemeinen verwendete man solche Bezeichnungen, die Lehnübersetzungen aus dem Chinesischen sind, oder aber Kombinationen von Personalpronomina im Genitiv mit dem Wort beye ᠪᡝᠶᡝ „selbst“: mini beye ᠮᡳᠨᡳ
ᠪᡝᠶᡝ „ich“, sini beye ᠰᡳᠨᡳ
ᠪᡝᠶᡝ „Sie“.

##### Demonstrativpronomen
Die Demonstrativpronomen werden mit den Stämmen e- und u- für Näheres sowie mit te- und tu- für Ferneres gebildet: ere ᡝᡵᡝ „dieser“, enteke ᡝᠨᡨᡝᡴᡝ „solcher“, ubaingge ᡠᠪᠠᡳᠩᡤᡝ „hiesiger“; tere ᡨᡝᡵᡝ „jener“, tenteke ᡨᡝᠨᡨᡝᡴᡝ „solcher“,  tubaingge ᡨᡠᠪᠠᡳᠩᡤᡝ „dortiger“.
Die Demonstrativpronomen ere ᡝᡵᡝ „dieser“ und tere ᡨᡝᡵᡝ „jener“ können sich auch auf Personen beziehen. Sie bilden den Plural mit -se und werden nicht ganz regelmäßig dekliniert:
| —         | dieser             | jener                | diese       | jene          |
| Nominativ | ere ᡝᡵᡝ            | tere ᡨᡝᡵᡝ            | ese ᡝᠰᡝ     | tese ᡨᡝᠰᡝ     |
| Genitiv   | ere(n)i ᡝᡵᡝᡳ ᡝᡵᡝᠨᡳ | terei ᡨᡝᡵᡝᡳ          | esei ᡝᠰᡝᡳ   | tesei ᡨᡝᠰᡝᡳ   |
| Dativ     | e(re)de ᡝᡩᡝ ᡝᡵᡝᡩᡝ  | te(re)de ᡨᡝᡩᡝ ᡨᡝᡵᡝᡩᡝ | esede ᡝᠰᡝᡩᡝ | tesede ᡨᡝᠰᡝᡩᡝ |
| Akkusativ | erebe ᡝᡵᡝᠪᡝ        | terebe ᡨᡝᡵᡝᠪᡝ        | esebe ᡝᠰᡝᠪᡝ | tesebe ᡨᡝᠰᡝᠪᡝ |
| Ablativ   | ereci ᡝᡵᡝᠴᡳ        | tereci ᡨᡝᡵᡝᠴᡳ        | eseci ᡝᠰᡝᠴᡳ | teseci ᡨᡝᠰᡝᠴᡳ |

Wenn Pronomen als Attribut dienen, steht die Kasusmarkierung nicht nach dem Pronomen, sondern erst nach dem Nomen:
enenggi ere ba de ainu ebu-mbi

ᡝᠨᡝᠩᡤᡳ
ᡝᡵᡝ
ᠪᠠ ᡩᡝ
ᠠᡳᠨᡠ
ᡝᠪᡠᠮᠪᡳ

heute dies Ort DATIV warum anhalten-IMPERFEKT

„Warum hast du heute hier angehalten?“

##### Interrogativpronomen
Die wichtigsten Interrogativpronomen sind we ᠸᡝ „wer“, ai ᠠᡳ „was“, ya ᠶᠠ „wer, was, welcher“ (attributiv), aika ᠠᡳᡴᠠ, aimaka ᠠᡳᠮᠠᡴᠠ, yaka ᠶᠠᡴᠠ, yamaka ᠶᠠᠮᠠᡴᠠ „was für ein“, aba ᠠᠪᠠ, aiba ᠠᡳᠪᠠ, yaba ᠶᠠᠪᠠ „wo“, eke ᡝᡴᡝ „wer ist das?“, udu ᡠᡩᡠ „wie viel(e)?“, ainu ᠠᡳᠨᡠ „wie, warum?“.
| Nominativ | we ᠸᡝ „wer?“         | ai ᠠᡳ „was?“                       |
| Genitiv   | wei ᠸᡝᡳ „wessen?“    | aini ᠠᡳᠨᡳ „womit, wodurch?“        |
| Dativ     | wede ᠸᡝᡩᡝ „wem?“     | aide ᠠᡳᡩᡝ „wo, wohin, warum, wie?“ |
| Akkusativ | webe ᠸᡝᠪᡝ „wen?“     | aibe ᠠᡳᠪᡝ „was?“                   |
| Ablativ   | weci ᠸᡝᠴᡳ „von wem?“ | aici ᠠᡳᠴᡳ „was für ein …?“         |

Die Pronomen ai ᠠᡳ, ya ᠶᠠ und we ᠸᡝ werden auch als Relativpronomen verwendet.

##### Indefinitpronomen
Die wichtigsten Indefinitpronomen sind we we ᠸᡝ
ᠸᡝ „wer auch immer“; ai ai ᠠᡳ
ᠠᡳ, ya ya ᠶᠠ
ᠶᠠ „was auch immer“, aika ᠠᡳᡴᠠ, aimaka ᠠᡳᠮᠠᡴᠠ, yaka ᠶᠠᡴᠠ, yamaka ᠶᠠᠮᠠᡴᠠ „was für einer auch immer“; ememu ᡝᠮᡝᠮᡠ, ememungge ᡝᠮᡝᠮᡠᠩᡤᡝ „mancher“, gūwa ᡤᡡᠸᠠ „ein anderer“, „jemand“; eiten ᡝᡳᡨᡝᠨ, yaya ᠶᠠᠶᠠ, beri beri ᠪᡝᡵᡳ
ᠪᡝᡵᡳ, meni meni ᠮᡝᠨᡳ
ᠮᡝᠨᡳ, meimeni ᠮᡝᡳᠮᡝᠨᡳ, geren ᡤᡝᡵᡝᠨ „jeder“, „alle“.

#### Finalpartikeln
Die wichtigsten Finalpartikeln sind kai ᡴᠠᡳ (konstatierend), be ᠪᡝ (definierend), akū ᠠᡴᡡ, waka ᠸᠠᡴᠠ (negierend), dere ᡩᡝᡵᡝ (vermutend), inu ᡳᠨᡠ (auch Adverb; behauptend); dabala ᡩᠠᠪᠠᠯᠣ (einschränkend), semeo ᠰᡝᠮᡝᠣ (staunend, zweifelnd), unde ᡠᠨᡩᡝ (auch Konjunktion; „noch nicht“); jiya/jiye ᠵᡳᠶᠠ
ᠵᡳᠶᡝ (ausrufend), bai ᠪᠠᡳ (mit Imperativ; „nur“), na/ne/no ᠨᠠ
ᠨᡝ
ᠨᠣ, ya ᠶᠠ (Frage: „auch nicht?“; Aussage: „doch!“)

#### Verben
Das mandschurische Verb kennt keine morphologische Kategorie des Numerus und der Person.
Der bloße Verbstamm ist der Imperativ der zweiten Person, Singular und Plural; ansonsten nimmt das Verb Partizip-, Konverb- oder Verbsuffixe an, die auch Tempus und Modus ausdrücken.
Aspekt ist eine wichtige Kategorie im Mandschurischen. Nach der russischen Tradition der Mandschuristik bezeichnet das Imperfekt-Partizip auf -ra/-re/-ro ᡵᠠ
ᡵᡝ
ᡵᠣ Gegenwart und Zukunft; das Perfekt-Partizip auf -ha/-he/-ho ᠊ᡥᠠ
᠊ᡥᡝ
᠊ᡥᠣ drückt Vergangenheit aus. Tatsächlich drücken diese beiden Partizipien verschiedene Aspekte aus, nicht verschiedene Zeiten. Avrorin hat gezeigt, dass die Aspektbedeutung im Begriff war, in eine Tempusbedeutung überzugehen, als die beiden Formen im klassischen Mandschurisch fixiert wurden.
Möllendorff unterscheidet nach Tempus und Modus 23 verschiedene Formen des Verbes.

##### Genera verbi
Passiv und Kausativ
Die Diathese, d. h. die Unterscheidung zwischen Aktiv und Passiv, ist im Mandschurischen eine problematische Kategorie, die noch nicht ganz geklärt ist. Das Passiv wird mit dem Suffix -bu ᠪᡠ gebildet:
baita de uša-bu-ha

ᠪᠠᡳᡨᠠ ᡩᡝ
ᡠᡧᠠᠪᡠᡥᠠ

Angelegenheit DATIV belasten-PASSIV-PARTIZIP

„(jemand) wurde mit der Sache belastet“
Bei einigen Verben wird das Passiv mit dem Suffix -mbu ᠊ᠮᠪᡠ gebildet; es kann aber auch analytisch, mit dem Verb isibu- ᡳᠰᡳᠪᡠ „bringen“ (< isi- ᡳᠰᡳ᠊ „erreichen“) gebildet werden.
Manche passiven Verben haben reflexive Bedeutung:
gurun dasa-bu-mbi

ᡤᡠᡵᡠᠨ
ᡩᠠᠰᠠᠪᡠᠮᠪᡳ

Staat korrigieren-PASSIV-PARTIZIP

„Der Staat verbessert sich.“
Das Suffix -bu ᠪᡠ (manchmal -mbu ᠊ᠮᠪᡠ) drückt auch den Kausativ aus: arambumbi ᠠᡵᠠᠮᠪᡠᠮᠪᡳ „wird geschrieben“, „schreiben lassen“
tere-be gene-bu

ᡨᡝᡵᡝᠪᡝ
ᡤᡝᠨᡝᠪᡠ

dies-AKKUSATIV gehen-KAUSATIV(IMPERATIV)

„befiel ihm zu gehen“
Auch die Kombination der beiden Suffixe -mbu und -bu ist möglich, um eine passive kausative Form zu bilden, die sich nicht direkt ins Deutsche übersetzen lässt: arambubumbi ᠠᡵᠠᠮᠪᡠᠪᡠᠮᠪᡳ „geschrieben werden lassen“
Reziprok
Der Reziprok wird mit -ndu ᠊ᠨᡩᡠ (<ishunde ᡳᠰᡳᡥᡠᠨᡩᡝ „gegenseitig“) gebildet: aisilambi ᠠᡳᠰᡳᠯᠠᠮᠪᡳ „helfen“ – aisilandumbi ᠠᡳᠰᡳᠯᠠᠨᡩᡠᠮᠪᡳ „einander helfen“.
Kooperativ
Der Kooperativ wird mit -ca/-ce/-co ᠴᠠ
ᠴᡝ
ᠴᠣ oder mit -nu ᠊ᠨᡠ gebildet:
ilimbi ᡳᠯᡳᠮᠪᡳ „stehen“ – ilicambi ᡳᠯᡳᠴᠠᠮᠪᡳ „zu mehreren dastehen“, afambi ᠠᡶᠠᠮᠪᡳ „kämpfen“ – afanumbi ᠠᡶᠠᠨᡠᠮᠪᡳ „vereint mit anderen kämpfen“.
Durativ, Frequentativ und Intensiv
Der Durativ wird mit -ta/-te/-to ᠊ᡨᠠ
᠊ᡨᡝ
᠊ᡨᠣ, -nja/-nje/-njo ᠊ᠨᠵᠠ
᠊ᠨᠵᡝ
᠊ᠨᠵᠣ oder -ša/-še/-šo ᠊ᡧᠠ
᠊ᡧᡝ
᠊ᡧᠣ gebildet, der Iterativ mit -ta/-te ᠊ᡨᠠ
᠊ᡨᡝ und der Frequentativ oder Intensiv mit -ca/-ce/-co ᠴᠠ
ᠴᡝ
ᠴᠣ:
jailambiᠵᠠᡳᠯᠠᠮᠪᡳ „ausweichen“ – jailatambi ᠵᠠᡳᠯᠠᡨᠠᠮᠪᡳ „überall ausweichen“, injembi ᡳᠨᠵᡝᠮᠪᡳ „lachen“ – injecembi ᡳᠨᠵᡝᠴᡝᠮᠪᡳ „in der Menge anhaltend lachen“, halambi ᡥᠠᠯᠠᠮᠪᡳ „ändern“ – halanjambi ᡥᠠᠯᠠᠨᠵᠠᠮᠪᡳ „abwechseln“, ibembi ᡳᠪᡝᠮᠪᡳ „vorwärts gehen“ – ibešembi ᡳᠪᡝᡧᡝᠮᠪᡳ „Schritt für Schritt vorwärts gehen“.
Illativ, Allativ und Missiv
Bei den Verben der Fortbewegung im weitesten Sinne wird ähnlich dem „Komplement der Richtung“ im Chinesischen zwischen einer Bewegung vom Sprecher weg mit -na/-ne/-no ᠊ᠨᠠ
᠊ᠨᡝ
᠊ᠨᠣ (von genembi ᡤᡝᠨᡝᠮᠪᡳ „gehen“, chinesisch qù 去; Illativ) und einer Bewegung zum Sprecher hin mit -nji ᠊ᠨᠵᡳ (von jimbi ᠵᡳᠮᠪᡳ „kommen“, chinesisch lái 來; Allativ) unterschieden. Außerdem wird ein Missiv mit -nggi ᠊ᠩᡤᡳ (von unggimbi ᡠᠩᡤᡳᠮᠪᡳ „schicken“) gebildet:
alambi ᠠᠯᠠᠮᠪᡳ „melden“ – alanambi ᠠᠯᠠᠨᠠᠮᠪᡳ „gehen, um zu melden“, alanjimbi ᠠᠯᠠᠨᠵᡳᠮᠪᡳ „mit einer Meldung kommen“, alanggimbi ᠠᠯᠠᠩᡤᡳᠮᠪᡳ „mit einer Meldung schicken“, fekumbi ᡶᡝᡴᡠᠮᠪᡳ „springen“ – fekunembi ᡶᡝᡴᡠᠨᡝᠮᠪᡳ „hinüberspringen“ – fekunjembi ᡶᡝᡴᡠᠨᠵᡝᠮᠪᡳ „herüberspringen“, ebišembiᡝᠪᡳᡧᡝᠮᠪᡳ „baden“ – ebišenembi ᡝᠪᡳᡧᡝᠨᡝᠮᠪᡳ „baden gehen“.

##### Partizipien
Partizipien können vier verschiedene Funktionen im Satz haben:
1. Sie werden wie in indogermanischen Sprachen in attributiven Konstruktionen verwendet. Auch in dieser Stellung werden sie aber nicht dekliniert.
2. Sie können substantivierende Suffixe – darunter Kasusmarkierungen – annehmen und in dieser Form (nomina substantiva) ähnlich wie in indogermanischen Sprachen als Subjekt oder Objekt von einem Verb regiert werden.
3. Sie dienen als Prädikat in einem einfachen Satz oder im Hauptsatz eines Satzgefüges, und zwar ohne Kopula (wie im Lateinischen: exerticus profectus (est) „Das Heer ist abmarschiert.“).
4. Sie bilden das Prädikat in Nebensätzen.[62]

Imperfekt
Das Imperfektpartizip -ra/-re/-ro ᡵᠠ
ᡵᡝ
ᡵᠣ bezeichnet vor allem Handlungen in der Gegenwart und in der Zukunft: arara ᠠᠷᠠᠷᠠ „schreibend“, „ich werde schreiben“
Einige Verben bilden unregelmäßige Formen: bimbi ᠪᠢᠮᠪᠢ „sein“, „da sein“, „bleiben“ – bisire ᠪᠢᠰᠢᠷᠡ, jembi ᠵᠡᠮᠪᠢ „essen“ – jetere ᠵᠡᠲᠡᠷᠡ, jimbi ᠵᠢᠮᠪᠢ „kommen“ – jidere ᠵᠢᠳᠡᠷᠡ, ombi ᠣᠮᠪᠢ „sein, werden“ – ojoro ᠣᠵᠣᠷᠣ.
Relativ/indefinit
Mit der Partikel ele ᡝᠯᡝ bzw. mit dem Suffix -le (-la)  ᠊ᠯᡝ
᠊ᠯᠠ werden indefinite oder relative Formen gebildet:
arahale ᠠᡵᠠᡥᠠᠯᡝ, ararale ᠠᡵᠠᡵᠠᠯᡝ „wer auch immer schreibt“, „was auch immer geschrieben ist“; bisire ele jaka ᠪᡳᠰᡳᡵᡝ
ᡝᠯᡝ
ᠵᠠᡴᠠ „die Sachen, die auch immer vorhanden sind“, duleke ele ba ᡩᡠᠯᡝᡴᡝ
ᡝᠯᡝ
ᠪᠠ „die Orte, an denen er auch immer vorbeikam“, „alle Orte, an denen er vorbeikam“, mini alaha ele ba ᠮᡳᠨᡳ
ᠠᠯᠠᡥᠠ
ᡝᠯᡝ
ᠪᠠ „alles, was ich sagte“
Perfekt
Das Perfektpartizip auf -ha/-he/-ho ᠊ᡥᠠ
᠊ᡥᡝ
᠊ᡥᠣ drückt häufig eine Handlung in der Vergangenheit aus: araha  „ich schrieb“, „geschrieben habend“
Einige Verben nehmen statt -ha/-he/-ho ᠊ᡥᠠ
᠊ᡥᡝ
᠊ᡥᠣ die Endung -ka/-ke/-ko ᠊ᡴᠠ
᠊ᡴᡝ
᠊ᡴᠣ an, eine noch kleinere Zahl die Endung -nka/-nke/-nko ᠊ᠨᡴᠠ
᠊ᠨᡴᡝ
᠊ᠨᡴᠣ und einige Verben bilden unregelmäßige Formen: bahambi ᠪᠠᡥᠠᠮᠪᡳ „finden“ – baha ᠪᠠᡥᠠ, hafumbi ᡥᠠᡶᡠᠮᠪᡳ „durchdringen“ – hafuka ᡥᠠᡶᡠᡴᠠ.
Durativ
Das Durativpartizip auf -mbihe ᠊ᠮᠪᡳᡥᡝ bezeichnet eine unbestimmte, nicht abgeschlossene oder andauernde Handlung in der Vergangenheit: arambihe ᠠᡵᠠᠮᠪᡳᡥᡝ „schreibend“, „ich schrieb“ (auf Englisch exakter: “I was writing.”)
malaha boo-de weile-mbihe

ᠮᠠᠯᠠᡥᠠ
ᠪᠣᠣ ᡩᡝ
ᠸᡝᡳᠯᡝᠮᠪᡳᡥᡝ

Hut Haus-DATIV machen-PARTIZIP

„Sie machten zu Hause Hüte.“
Frequentativ
Das Partizip auf -mbihebi ᠊ᠮᠪᡳᡥᡝᠪᡳ bezeichnet gewohnheitsmäßige und häufige Handlungen in der entfernten Vergangenheit.
hūwangheo beye nimala fata-mbihebi

ᡥᡡᠸᠠᠩᡥᡝᠣ
ᠪᡝᠶᡝ
ᠨᡳᠮᠠᠯᠠ
ᡶᠠᡨᠠᠮᠪᡳᡥᡝᠪᡳ

Kaiserin selbst Maulbeerbaum pflücken-PARTIZIP

„Früher pflückten die Kaiserinnen selbst Beeren vom Maulbeerbaum.“
Substantivierung
Mit dem Suffix -ngge ᠊ᠩᡤᡝ werden sowohl Partizipien als auch Verben im Perfekt oder Imperfekt substantiviert. Diese substantivierten Formen bedeuten abstrakte Vorstellungen von einer Handlung, das Objekt oder das Subjekt einer Handlung:
arahangge ᠠᡵᠠᡥᠠᠩᡤᡝ, ararangge ᠠᡵᠠᡵᠠᠩᡤᡝ „das Schreiben“, „das, was geschrieben ist“, „das Geschriebene“, „er, der schreibt“.
Auch verneinte Formen werden so substantiviert: akdarakūngge ᠠᡴᡩᠠᡵᠠᡴᡡᠩᡤᡝ „Misstrauen“, „jemand, der nicht vertraut“.
Direkte Rede und Zitate werden häufig mit substantivierten Formen wie alarangge ᠠᠯᠠᡵᠠᠩᡤᡝ „erzählen“, hendurengge ᡥᡝᠨᡩᡠᡵᡝᠩᡤᡝ „reden“, serengge ᠰᡝᡵᡝᠩᡤᡝ „sagen“, fonjirengge ᡶᠣᠨᠵᡳᡵᡝᠩᡤᡝ „fragen“ oder wesimburengge ᠸᡝᠰᡳᠮᠪᡠᡵᡝᠩᡤᡝ „berichten“ eingeleitet.
Partizipien können auch mit ba ᠪᠠ substantiviert werden.

##### Gerundien
Gerundien (auch „Konverben“ genannt) haben adverbiale Funktion, und Konstruktionen mit Gerundien entsprechen im Deutschen häufig Nebensätzen. Gerundien können nicht als Prädikat in einem einfachen Satz dienen. Die grammatische Funktion der Gerundien wird eindeutig durch entsprechende Suffixe ausgedrückt. Der große Formenreichtum in diesem Bereich ist typisch für die ural-altaiischen Sprachen.
Präsens/Imperfekt
Das Präsens- bzw. Imperfektgerundium auf -me ᠊ᠮᡝ bezeichnet eine gleichzeitige Handlung und ist als Finalsatz oder als Infinitiv ins Deutsche zu übersetzen. Es ist die häufigste Form des Gerundiums:
arame ᠠᡵᠠᠮᡝ „schreibend“, hendume ᡥᡝᠨᡩᡠᠮᡝ „sagend“, fonjime ᡶᠣᠨᠵᡳᠮᡝ „fragend“, necihiyeme toktobumbi ᠨᡝᠴᡳᡥᡳᠶᡝᠮᡝ
ᡨᠣᡴᡨᠣᠪᡠᠮᠪᡳ „ebnend festigen“, „erobern“ (chinesisch píng-dìng 平定)
amba edun da-me deribu-he

ᠠᠮᠪᠠ
ᡝᡩᡠᠨ
ᡩᠠᠮᡝ
ᡩᡝᡵᡳᠪᡠᡥᡝ

hoch Wind wehen-GERUNDIUM beginnen-PARTIZIP

„Ein starker Wind begann zu wehen.“
morin be dali-me boo-de ji-he

ᠮᠣᡵᡳᠨ ᠪᡝ
ᡩᠠᠯᡳᠮᡝ
ᠪᠣᠣ ᡩᡝ
ᠵᡳᡥᡝ

Pferd AKKUSATIV verstecken-GERUNDIUM Haus-DATIV kommen-PARTIZIP

„Er ging nach Hause, um die Pferde zu verstecken.“
Eine kombinierte Form endet auf -lame/-leme ᠊ᠯᠠᠮᡝ
᠊ᠯᡝᠮᡝ bzw. -ralame/-releme ᡵᠠᠯᠠᠮᡝ
ᡵᡝᠯᡝᠮᡝ:
araralame ᠠᡵᠠᡵᠠᠯᠠᠮᡝ „schreibend“, „beim Schreiben“
Durativ
Das Durativgerundium auf -mbime ᠊ᠮᠪᡳᠮᡝ bezeichnet eine nicht abgeschlossene bzw. andauernde Handlung: arambihe ᠠᡵᠠᠮᠪᡳᡥᡝ (< ara-me bi-he) „schreibend“, „während des Schreibens“, „ich schrieb“ (im Englischen exakter: “whilst writing” bzw. “I was writing.”); fuze hendume. tacimbime gūnirakū oci mekele ombi. gūnimbime tacirakū oci, jecuhuri ombi ᡶᡠᡰᡝ
ᡥᡝᠨᡩᡠᠮᡝ᠈
ᡨᠠᠴᡳᠮᠪᡳᠮᡝ
ᡤᡡᠨᡳᡵᠠᡴᡡ
ᠣᠴᡳ
ᠮᡝᡴᡝᠯᡝ
ᠣᠮᠪᡳ᠈
ᡤᡡᠨᡳᠮᠪᡳᠮᡝ
ᡨᠠᠴᡳᡵᠠᡴᡡ
ᠣᠴᡳ᠈
ᠵᡝᠴᡠᡥᡠᡵᡳ
ᠣᠮᠪᡳ „Der Meister sprach: Wenn man studiert, aber dabei nicht denkt, ist das Studium eitel. Wenn man nachdenkt, aber dabei nicht studiert, ist das Nachdenken gefährlich.“ (Konfuzius)
Perfekt/Präteritum
Das Perfekt- oder Präteritumgerundium auf -fi ᠊ᡶᡳ hat temporale und kausale Bedeutung. Es ist die zweithäufigste Form des Gerundiums:
arafi ᠠᡵᠠᡶᡳ „geschrieben habend“, „ich schrieb und …“, „nachdem ich schrieb“, „nachdem ich geschrieben hatte“; niyakūrafi baniha bume hendume ᠨᡳᠶᠠᡴᡡᡵᠠᡶᡳ
ᠪᠠᠨᡳᡥᠠ
ᠪᡠᠮᡝ
ᡥᡝᠨᡩᡠᠮᡝ „er kniete nieder und dankte mit den Worten …“.
si boo-de isina-fi majige teye-fi buda je-fi dere obo-fi jai ji-ki

ᠰᡳ
ᠪᠣᠣ ᡩᡝ
ᡳᠰᡳᠨᠠᡶᡳ
ᠮᠠᠵᡳᡤᡝ
ᡨᡝᠶᡝᡶᡳ
ᠪᡠᡩᠠ
ᠵᡝᡶᡳ
ᡩᡝᡵᡝ
ᠣᠪᠣᡶᡳ
ᠵᠠᡳ
ᠵᡳᡴᡳ

du Haus-DATIV ankommen-GER etwas ausruhen-GER, Nahrung essen-GER, Gesicht waschen-GER, dann kommen-OPTATIV

„Nachdem du nach Hause gekommen, etwas ausgeruht, gegessen und dein Gesicht gewaschen hast, komm (zu mir).“
Eine erstarrte Form ist ofi ᠣᡶᡳ „weil“ (von ombi ᠣᠮᠪᡳ „sein“, „werden“):
si tobsere niyalma o-fi

ᠰᡳ
ᡨᠣᠪᠰᡝᡵᡝ
ᠨᡳᠶᠠᠯᠮᠠ
ᠣᡶᡳ

du aufrecht Person sein-GERUNDIUM

„weil du ein aufrechter Mensch bist, …“
Einige Verben bilden unregelmäßige Formen: juwambi ᠵᡠᠸᠠᠮᠪᡳ „öffnen“ – juwampi ᠵᡠᠸᠠᠮᡦᡳ, colgorombi ᠴᠣᠯᡤᠣᡵᠣᠮᠪᡳ „übertreffen“ – colgoropi ᠴᠣᠯᡤᠣᡵᠣᡦᡳ, hafumbi ᡥᠠᡶᡠᠮᠪᡳ „durchdringen“ – hafupi ᡥᠠᡶᡠᡦᡳ.
In ähnlicher Bedeutung gibt auch Formen auf -mbifi ᠊ᠮᠪᡳᡶᡳ: arambifi ᠠᡵᠠᠮᠪᡳᡶᡳ „geschrieben habend“
Konditional
Das Konditionalgerundium auf -ci ᠴᡳ wird auch temporal verwendet:
araci ᠠᡵᠠᠴᡳ „wenn man schreibt“, „sollte man schreiben“, „falls man schreibt“; si niyalma de nikeneci ᠰᡳ
ᠨᡳᠶᠠᠯᠮᠠ ᡩᡝ
ᠨᡳᡴᡝᠨᡝᠴᡳ „wenn du dich auf andere Menschen verlässt“; yamun de tucifi tuwaci ᠶᠠᠮᡠᠨ ᡩᡝ
ᡨᡠᠴᡳᡶᡳ
ᡨᡠᠸᠠᠴᡳ „als er zur Halle hinausging und nachsah …“.
Erstarrte Formen sind oci ᠣᠴᡳ und seci ᠰᡝᠴᡳ „weil“.
Konzessiv/Adversativ
Das konzessive oder adversative Gerundium auf -cibe ᠴᡳᠪᡝ bildet eine Struktur, die mit „selbst wenn“ oder „auch wenn“ ins Deutsche zu übersetzen ist:
aracibe ᠠᡵᠠᠴᡳᠪᡝ „obwohl ich schreiben mag“, „selbst wenn ich schreibe“.
Terminativ
Das Terminativgerundium auf -tala/-tele/-tolo ᠊ᡨᠠᠯᠠ
᠊ᡨᡝᠯᡝ
᠊ᡨᠣᠯᠣ beschreibt eine untergeordnete Handlung, die gleichzeitig mit der Haupthandlung vor sich geht; letztere dauert so lange an, bis erstere abgeschlossen ist.
hūsun moho-tolo ᡥᡡᠰᡠᠨ
ᠮᠣᡥᠣᡨᠣᠯᠣ „bis seine Kraft erschöpft ist“.
Im klassischen Mandschurisch ist diese Form nicht mehr sehr produktiv. Die häufigsten Formen sind isitala ᡳᠰᡳᡨᠠᠯᠠ  „bis“ (von isimbi ᡳᠰᡳᠮᠪᡳ „erreichen“) und otolo ᠣᡨᠣᠯᠣ „bis“ (von ombi ᠣᠮᠪᡳ „sein“, „werden“):
julge ci te de isitala ᠵᡠᠯᡤᡝ ᠴᡳ
ᡨᡝ ᡩᡝ
ᡳᠰᡳᡨᠠᠯᠠ „von alters her bis jetzt“.
Deskriptiv
Das Gerundium mit den Suffixen -hai/-hei/-hoi ᠊ᡥᠠᡳ
᠊ᡥᡝᡳ
᠊ᡥᠣᡳ oder -kai/-kei/-koi ᠊ᡴᠠᡳ
᠊ᡴᡝᡳ
᠊ᡴᠣᡳ, auch -tai/-tei/-toi ᠊ᡨᠠᡳ
᠊ᡨᡝᡳ
᠊ᡨᠣᡳ, beschreibt durative, periodische, häufige oder intensive Handlungen bzw. Vorgänge: alahai ᠠᠯᠠᡥᠠᡳ „immer wieder erzählen“, jonkoi ᠵᠣᠨᡴᠣᡳ „ständig erinnern“, cohombi ᠴᠣᡥᠣᠮᠪᡳ „die Hauptsache sein“ – cohotoi ᠴᠣᡥᠣᡨᠣᡳ „speziell“.
beye be waliyatai

ᠪᡝᠶᡝ ᠪᡝ
ᠸᠠᠯᡳᠶᠠᡨᠠᡳ

„mit der Hingabe der Person“
bucetei afambi

ᠪᡠᠴᡝᡨᡝᡳ
ᠠᡶᠠᠮᠪᡳ

„todesmutig kämpfen“
Gerundium auf -nggala/-nggele/-nggolo
Das Gerundium auf -nggala/-nggele/-nggolo ᠊ᠩᡤᠠᠯᠠ
᠊ᠩᡤᡝᠯᡝ
᠊ᠩᡤᠣᠯᠣbeschreibt eine untergeordnete Handlung, vor der die Haupthandlung stattfindet, d. h. eine Handlung, die noch nicht stattgefunden hat:
aranggala ᠠᡵᠠᠩᡤᠠᠯᠠ „bevor ich schrieb“, „vor dem Schreiben“; dosinggala asuki isibumbi  ᡩᠣᠰᡳᠩᡤᠠᠯᠠ
ᠠᠰᡠᡴᡳ
ᡳᠰᡳᠪᡠᠮᠪᡳ „bevor man eintritt, macht man ein Geräusch“.
Eine erstarrte Form ist onggolo ᠣᠩᡤᠣᠯᠣ „bevor“.

##### Indikativ
Verben im engeren Sinne, d. h. finite Verben oder Prädikative, dienen als wichtigster Teil des Prädikates in einem einfachen Satz oder im Hauptsatz eines zusammengesetzten Satzes. Diese finiten Verbformen können das Prädikat eines Satzes bilden. Auch bei diesen Formen werden Zahl und Person nicht unterschieden.
Im Indikativ gibt es keine Unterscheidung der Tempora, sondern eher eine Aspektunterscheidung.

##### Imperfekt
Das Imperfekt bzw. der Aorist wird mit dem Suffix -mbi ᠊ᠮᠪᡳ (< -me + -bi) gebildet. Dies ist auch die Wörterbuchform. Die Bedeutung dieser Form wird von Mandschuristen unterschiedlich interpretiert; sie bezeichnet nach Möllendorff die einfache Gegenwart, nach Gorelova auch die Zukunft und nach Haenisch den Aorist. Meist wird diese Form jedoch als finite Form des Imperfekts bezeichnet, z. B. bei Norman. Dieses Imperfekt bezeichnet übliche, häufige, generische Handlungen, konkrete Handlungen in der Gegenwart, Handlungen in der Zukunft:
indahūn dobori tuwahiya-mbi coko erde hūla-mbi

ᡳᠨᡩᠠᡥᡡᠨ
ᡩᠣᠪᠣᡵᡳ
ᡨᡠᠸᠠᡥᡳᠶᠠᠮᠪᡳ
ᠴᠣᡴᠣ ᡝᡵᡩᡝ
ᡥᡡᠯᠠᠮᠪᡳ

Hund Nacht wachen-IMPERFEKT Huhn frühmorgens singen-IMPERFEKT

„Hunde halten nachts Wacht, Hähne krähen frühmorgens.“
bi hergen be ara-mbi

ᠪᡳ
ᡥᡝᡵᡤᡝᠨ ᠪᡝ
ᠠᡵᠠᠮᠪᡳ

ich Zeichen AKKUSATIV schreiben-IMPERFEKT

„Ich schreibe Zeichen.“
si aibi-de gene-mbi

ᠰᡳ
ᠠᡳᠪᡳ ᡩᡝ
ᡤᡝᠨᡝᠮᠪᡳ

du wo-DATIV gehen-IMPERFEKT

„Wohin gehst du?“
i inenggi ji-mbi-o jide-rakū-n

ᡳ
ᡳᠨᡝᠩᡤᡳ
ᠵᡳᠮᠪᡳᠣ
ᠵᡳᡩᡝᡵᠠᡴᡡᠨ

er Tag kommen-IMPERFEKT-INTERROGATIV kommen-PARTIZIP(NEGATIV)-INTERROGATIV

„Wird er heute kommen oder nicht?“

##### Perfekt
Das Perfekt auf -habi/-hebi/-hobi ᠊ᡥᠠᠪᡳ
᠊ᡥᡝᠪᡳ
᠊ᡥᠣᠪᡳ (<-ha/-he/-ho + -bi) bezeichnet eine unbestimmte oder nicht abgeschlossene Handlung in der Vergangenheit:
arahabi ᠠᡵᠠᡥᠠᠪᡳ „ich schrieb“ (auf Englisch wörtlicher: “I have written.”)
nimanggi i elden de bithe hūla-habi

ᠨᡳᠮᠠᠩᡤᡳ ᡳ
ᡝᠯᡩᡝᠨ ᡩᡝ
ᠪᡳᡨᡥᡝ
ᡥᡡᠯᠠᡥᠠᠪᡳ

Schnee GENITIV Licht DATIV Buch lesen-PERFEKT

„Man las Bücher in dem Licht, das der Schnee reflektierte.“
Der zweite Teil des Suffixes geht auf die Kopula bi- ᠪᡳ᠊ zurück und kann auch durch kai ᡴᠠᡳ ersetzt werden:
alahabi ᠠᠯᠠᡥᠠᠪᡳ, alaha kai ᠠᠯᠠᡥᠠ
ᡴᠠᡳ „berichtete“

##### Imperativ
Wie im Mongolischen und zahlreichen Turksprachen bildet der bloße Stamm den Imperativ: ala ᠠᠯᠠ „melde!“, te ᡨᡝ „setze dich!“, wa ᠸᠠ „töte!“
Daneben gibt es eine stärkere Befehlsform auf -kini ᠊ᡴᡳᠨᡳ, die an eine Person niedrigeren Ranges gerichtet und die auch als Optativ oder als unpersönlicher Imperativ oder für die dritte Person verwendet wird:
arakini ᠠᡵᠠᡴᡳᠨᡳ „er schreibe!“, okini ᠣᡴᡳᠨᡳ „es sei!“, alakini ᠠᠯᠠᡴᡳᠨᡳ „man melde!“, „er melde!“, „lasst ihn sprechen!“, genekini ᡤᡝᠨᡝᡴᡳᠨᡳ „lasst ihn gehen!“.
Außerdem gibt es eine mildere Befehlsform auf -cina ᠴᡳᠨᠠ oder -kina ᠊ᡴᡳᠨᠠ, die auch in konzessiver Bedeutung verwendet wird:
amasi bucina ᠠᠮᠠᠰᡳ
ᠪᡠᠴᡳᠨᠠ „gib es nur zurück“; alacina , alakina ᠠᠯᠠᡴᡳᠨᠠ „sprich (wenn du möchtest)“; aracina  „schreibe er (wenn er mag)“, „er mag schreiben (was er will)“.
Aus dem Imperfektpartizip wird mit ume ᡠᠮᡝ ein Prohibitiv gebildet (chinesisch mò 莫): ume genere ᡠᠮᡝ
ᡤᡝᠨᡝᡵᡝ „geh nicht!“, ume fonjire ᡠᠮᡝ
ᡶᠣᠨᠵᡳᡵᡝ „frage nicht!“
Einige Verben bilden unregelmäßige Befehlsformen: baimbi ᠪᠠᡳᠮᠪᡳ „suchen“, „ersuchen“ – baisu ᠪᠠᡳᠰᡠ; bimbi ᠪᡳᠮᠪᡳ „da sein“, „bleiben“ – bisu ᠪᡳᠰᡠ; jembi ᠵᡝᠮᠪᡳ „essen“ – jefu ᠵᡝᡶᡠ; -njimbi ᠊ᠨᠵᡳᠮᠪᡳ „kommen, um zu …“ – -nju ᠊ᠨᠵᡠ; ombi ᠣᠮᠪᡳ „sein, werden“ – osu ᠣᠰᡠ

##### Optativ
Der Optativ auf -ki ᠊ᡴᡳ drückt eine Handlung aus, die der Sprecher auszuführen wünscht oder beabsichtigt (vgl. chinesisch yào 要):
araki ᠠᡵᠠᡴᡳ „ich will/werde schreiben“, alaki ᠠᠯᠠᡴᡳ „ich will/werde sagen“, bi maju gisun be taciki ᠪᡳ
ᠮᠠᠵᡠ
ᡤᡳᠰᡠᠨ ᠪᡝ
ᡨᠠᠴᡳᡴᡳ „ich werde/will Mandschurisch lernen“, fa hūbalaki ᡶᠠ
ᡥᡡᠪᠠᠯᠠᡴᡳ „ich werde Papier über die Fenster kleben“, teki ᡨᡝᡴᡳ „nimm bitte Platz“.
Wenn sich der Optativ auf die zweite oder dritte Person bezieht, kommt er in seiner Bedeutung einem Imperativ nahe. Da der Optativ eine Handlung ausdrückt, die noch nicht verwirklicht wurde, hat er nebenbei auch die Bedeutung der Zukunft.

##### Negation
Weder das finite oder indikative Verb noch das Gerundium, sondern nur das Partizip bildet positive und negative Formen. Soll ein Verb oder ein Gerundium verneint werden, muss also stattdessen ein Partizip verwendet werden.
Verneinung mit akū
Negative Sätze werden mit akū ᠠᡴᡡ „nicht (sein)“ (entspricht chinesisch wú 無, bù 不, wèi 未, méiyǒu 沒有) gebildet:
bi gisurembi akū ᠪᡳ
ᡤᡳᠰᡠᡵᡝᠮᠪᡳ
ᠠᡴᡡ „Ich spreche nicht.“
Die Partizipsuffixe -ra/-re/-ro ᡵᠠ
ᡵᡝ
ᡵᠣ verschmelzen mit akū ᠠᡴᡡ zu -rakū ᡵᠠᡴᡡ, -ha/-ho ᠊ᡥᠠ
᠊ᡥᠣ zu -hakū ᡥᠠᡴᡡ und -he ᡥᡝ zu -hekū ᡥᡝᡴᡡ:
arahaku ᠠᡵᠠᡥᠠᡴᡡ „nicht geschrieben haben“; genehekū ᡤᡝᠨᡝᡥᡝᡴᡡ, genehakū ᡤᡝᠨᡝᡥᠠᡴᡡ „nicht gegangen sein“; ararakū ᠠᡵᠠᡵᠠᡴᡡ „nicht schreiben (werden)“, generakū ᡤᡝᠨᡝᡵᠠᡴᡡ „nicht gehen (werden)“
Die verneinten Formen des Perfektpartizips auf -habi/-hebi/-hobi ᠊ᡥᠠᠪᡳ
᠊ᡥᡝᠪᡳ
᠊ᡥᠣᠪᡳ enden dementsprechend auf -hakūbi/-hekūbi ᠊ᡥᠠᡴᡡᠪᡳ
᠊ᡥᡝᡴᡡᠪᡳ. Dabei gibt es einige unregelmäßige Formen:
sambi ᠰᠠᠮᠪᡳ „wissen“ – sarkū ᠰᠠᡵᡴᡡ „weiß nicht“, dabahakū ᡩᠠᠪᠠᡥᠠᡴᡡ „hat nicht überschritten“, jihekū ᠵᡳᡥᡝᡴᡡ „ist nicht gekommen“.
Den verneinten Partizipien werden häufig Gerundien der Hilfsverben bimbi ᠪᡳᠮᠪᡳ „sein“, ombi ᠣᠮᠪᡳ „werden“ oder sembi ᠰᡝᠮᠪᡳ „sagen“ nachgestellt:
te gaija-rakū o-ci gūwa gai-ka de sini dolo ume ehe gūni-he

ᡨᡝ
ᡤᠠᡳᠵᠠᡵᠠᡴᡡ
ᠣᠴᡳ
ᡤᡡᠸᠠ
ᡤᠠᡳᡴᠠ ᡩᡝ
ᠰᡳᠨᡳ
ᡩᠣᠯᠣ
ᡠᠮᡝ
ᡝᡥᡝ
ᡤᡡᠨᡳᡥᡝ

nehmen-PARTIZIP(NEG) werden-GERUNDIUM anderer nehmen-PARTIZIP DATIV du(GENITIV) Inneres NEG schlecht denken-PARTIZIP

„wenn du (es) nicht nimmst, und jemand anders nimmt (es), dann nimm (ihm das) nicht übel“
Die verneinte Form des konditionalen Gerundiums ist hier die Konstruktion gaijirakū oci ᡤᠠᡳᠵᡳᡵᠠᡴᡡ
ᠣᠴᡳ („wenn … nicht nimmt“).
Die Suffixe -ci ᠴᡳ, -fi ᡶᡳ und -ngge ᠊ᠩᡤᡝ folgen auf -akū ᠊ᠠᡴᡡ:
ararakūci ᠠᡵᠠᡵᠠᡴᡡᠴᡳ „wenn er nicht schreibt“, ararakūfi ᠠᡵᠠᡵᠠᡴᡡᡶᡳ „schreibt nicht und …“, ararakūngge ᠠᡵᠠᡵᠠᡴᡠᠩᡤᡝ „jener, der nicht schreibt“, bisirakūngge ᠪᡳᠰᡳᡵᠠᡴᡡᠩᡤᡝ „jene, die nicht hier sind“ (chinesisch bù zài de 不在的).
Das Wort akū ᠠᡴᡡ alleine kann auch andere Verbsuffixe annehmen: bi akūmbi ᠪᡳ
ᠠᡴᡡᠮᠪᡳ „ich bin nicht“. Auch eine doppelte Verneinung auf -akūngge akū ᠊ᠠᡴᡡᠩᡤᡝ
ᠠᡴᡡ (chinesisch wú bù 無不) ist möglich: serakūngge akū ᠰᡝᡵᠠᡴᡡᠩᡤᡝ
ᠠᡴᡡ „nichts Ungesagtes“, „er sagt alles“.
Verneinung mit waka
bi waka aniya kai ᠪᡳ
ᠸᠠᡴᠠ
ᠠᠨᡳᠶᠠ
ᡴᠠᡳ „ich bin es nicht (nicht schuld), es ist das (schlechte) Jahr“, inu ja baita waka  ᡳᠨᡠ
ᠵᠠ
ᠪᠠᡳᡨᠠ
ᠸᠠᡴᠠ „es ist auch keine einfache Sache“
Verneinung mit unde
Das Wort unde ᡠᠨᡩᡝ „noch nicht“ steht nach dem Imperfektpartizip auf -ra/-re/-ro ᡵᠠ
ᡵᡝ
ᡵᠣam Satzende: jidere unde ᠵᡳᡩᡝᡵᡝ
ᡠᠨᡩᡝ „(er) ist noch nicht gekommen“, bi sabure unde ᠪᡳ
ᠰᠠᠪᡠᡵᡝ
ᡠᠨᡩᡝ „Ich habe es noch nicht gesehen.“
umai ᡠᠮᠠᡳ „nicht“, „gar nicht“
Befürchtung
Vom Imperfektpartizip wird mit -hū ᠊ᡥᡡ eine Form gebildet, die eine Befürchtung ausdrückt (participium metuendi; vgl. mongolisch -ujai ᠊ᠤᠵᠠᠢ):
jiderahū ᠵᡳᡩᡝᡵᠠᡥᡡ „wenn er nur nicht kommt“, ama eme damu nimerahū seme jobombi ᠠᠮᠠ
ᡝᠮᡝ
ᡩᠠᠮᡠ
ᠨᡳᠮᡝᡵᠠᡥᡡ
ᠰᡝᠮᡝ
ᠵᠣᠪᠣᠮᠪᡳ „Ich mache mir Sorgen, dass Vater und Mutter nur nicht krank sind.“

##### Frageformen
Die interrogativen Formen werden aus den prädikativen Formen mit weiteren Suffixen gebildet.
-o ᠊ᠣ, -mbio ᠊ᠮᠪᡳᠣ, -rao/-reo/-roo ᡵᠠᠣ
ᡵᡝᠣ
ᡵᠣᠣ, -hao/-heo/-hoo ᠊ᡥᠠᠣ
᠊ᡥᡝᠣ
᠊ᡥᠣᠣ
minde bureo ᠮᡳᠨᡩᡝ
ᠪᡠᡵᡝᠣ „Gibst du es mir?“
si terebe tuwahao, tuwaha ᠰᡳ
ᡨᡝᡵᡝᠪᡝ
ᡨᡠᠸᠠᡥᠠᠣ᠈
ᡨᡠᠸᠠᡥᠠ „Hast du ihn gesehen? – Ja.“
si cai omihao ᠰᡳ
ᠴᠠᡳ
ᠣᠮᡳᡥᠠᠣ „Hast du Tee getrunken?“
manju bithe hūlambi wakao ᠮᠠᠨᠵᡠ
ᠪᡳᡨᡥᡝ
ᡥᡡᠯᠠᠮᠪᡳ
ᠸᠠᡴᠠᠣ „Lernst du nicht Mandschurisch?“
Die Frageform des Imperfektpartizips auf -rao/-reo/-roo ᡵᠠᠣ
ᡵᡝᠣ
ᡵᠣᠣwird auch als Imperativ gegenüber älteren oder ranghöheren Personen verwendet.
Frageformen auf -ni, -mbini, -akūni ᠊ᠨᡳ
᠊ᠮᠪᡳᠨᡳ
᠊ᠠᡴᡡᠨᡳstehen meist am Ende eines Satzes:
ainu urunakū aisi be hendumbini ᠠᡳᠨᡠ
ᡠᡵᡠᠨᠠᡴᡡ
ᠠᡳᠰᡳ ᠪᡝ
ᡥᡝᠨᡩᡠᠮᠪᡳᠨᡳ „Warum sollen wir durchaus vom Gewinn reden?“
Mit nio ᠠᠨᡳᠣ  werden rhetorische Fragen gebildet:
ere sain akū nio ᡝᡵᡝ
ᠰᠠᡳᠨ
ᠠᡴᡡ
ᠨᡳᠣ „Ist das nicht schön?“
Die Frageform von akū ᠠᡴᡡ lautet akūn ᠠᡴᡡᠨ:
suwe sambio sarkūn ᠰᡠᠸᡝ
ᠰᠠᠮᠪᡳᠣ
ᠰᠠᡵᡴᡡᠨ „Wisst ihr es oder wisst ihr es nicht?“, si sembi akūn ᠰᡳ
ᠰᡝᠮᠪᡳ
ᠠᡴᡡᠨ „Isst du es oder nicht?“

#### Hilfsverben
Mit den Hilfsverben bimbi ᠪᡳᠮᠪᡳ, bi ᠪᡳ „da sein, bleiben“, ombi ᠣᠮᠪᡳ „so sein, werden, möglich sein“ und sembi ᠰᡝᠮᠪᡳ „sagen, heißen, halten für“, acambi ᠠᠴᠠᠮᠪᡳ „passen, sich ziemen“, mutembi ᠮᡠᡨᡝᠮᠪᡳ „können, vermögen“ und hamimbi ᡥᠠᠮᡳᠮᠪᡳ „sich nähern, nahe sein“, werden zusammengesetzte Verbalformen gebildet.

##### bimbi
Unbestimmtes Futur – Imperfektpartizip mit Optativ: genere biki ᡤᡝᠨᡝᡵᡝ
ᠪᡳᡴᡳ „ich werde gehen“, „ich werde da sein“
Diese Form wird häufig mit Adverbien wie urunakū ᡠᡵᡠᠨᠠᡴᡡ „gewiss“ oder toktofi ᡨᠣᡴᡨᠣᡶᡳ „bestimmt“ verwendet.
alara bici ᠠᠯᠠᡵᠠ
ᠪᡳᠴᡳ „wenn ich sagen werde“
Bestimmtes Perfekt – Perfektpartizip mit bi ᠪᡳ: wajiha bi ᠸᠠᠵᡳᡥᠠ
ᠪᡳ „ist zu Ende“
Plusquamperfekt – Das Perfektpartizip auf -ha/-he/-ho ᠊ᡥᠠ
᠊ᡥᡝ
᠊ᡥᠣ bildet mit bihe ᠪᡳᡥᡝ ein Plusquamperfekt: 
araha bihe ᠠᡵᠠᡥᠠ
ᠪᡳᡥᡝ  „ich hatte geschrieben“, tere bade tehe bihe ᡨᡝᡵᡝ
ᠪᠠᡩᡝ
ᡨᡝᡥᡝ
ᠪᡳᡥᡝ „er hatte an jenem Ort seinen Sitz genommen“, tuwaha bihe ᡨᡠᠸᠠᡥᠠ
ᠪᡳᡥᡝ „er hatte es gesehen“
Duratives Plusquamperfekt – Perfektpartizip mit bihebi ᠪᡳᡥᡝᠪᡳ
Hypothese – Perfektpartizip mit bici ᠪᡳᠴᡳ oder auch mit bihe bici ᠪᡳᡥᡝ ᠪᡳᠴᡳ: arahabici ᠠᡵᠠᡥᠠᠪᡳᠴᡳ „wenn ich geschrieben hätte“, ehe niyalma de hajilaha bici ᡝᡥᡝ
ᠨᡳᠶᠠᠯᠮᠠ ᡩᡝ
ᡥᠠᠵᡳᠯᠠᡥᠠ
ᠪᡳᠴᡳ  „wenn du dich mit schlechten Menschen eingelassen hättest“.
Präteritum – Das Imperfektgerundium mit bihe ᠪᡳᡥᡝ oder bifi ᠪᡳᡶᡳ bezeichnet eine dauernde Handlung, die zum Abschluss gekommen ist, oder ein Präteritum:
alame bihe ᠠᠯᠠᠮᡝ
ᠪᡳᡥᡝ „er hat zu sagen gepflegt“, alame bifi ᠠᠯᠠᠮᡝ
ᠪᡳᡶᡳ „nachdem er gesagt hatte“.
Imperativ – Die synthetischen Formen des Imperativs können durch analytische Formen aus einem Gerundium und bisu ᠪᡳᠰᡠ ersetzt werden: ala ᠠᠯᠠ – alame bisu ᠠᠯᠠᠮᡝ
ᠪᡳᠰᡠ

##### ombi
Imperativ – Die synthetischen Formen des Imperativs können durch analytische Formen aus einem Gerundium und osu ᠣᠰᡠ ersetzt werden: ala ᠠᠯᠠ – alame osu ᠠᠯᠠᠮᡝ
ᠣᠰᡠ

##### sembi
Imperativ – Die synthetischen Formen des Imperativs können durch analytische Formen aus einem Gerundium und sereo ᠰᡝᡵᡝᠣ ersetzt werden: alarao ᠠᠯᠠᡵᠠᠣ – alame sereo ᠠᠯᠠᠮᡝ
ᠰᡝᡵᡝᠣ

## Wortschatz
Neben dem tungusischen Erbwortschatz gibt es im Mandschurischen Lehnwörter vor allem aus dem Mongolischen und aus dem Chinesischen.

## Schrift
Die mandschurische Schrift ist von der mongolischen abgeleitet, die wiederum von der altuigurischen Schrift abstammt, die ihrerseits auf das syrische Estrangelo-Alphabet zurückgeht. Im Jahr 1599 erhielten Erdeni und Gagai den Auftrag, eine „Staatsschrift“ einzuführen. Sie verwendeten die mongolische Schrift, um das Mandschurische zu schreiben. 1632 führte Dahai, der den Schriftverkehr mit China, Korea und den Mongolen leitete, diakritische Zeichen – Punkte und Kreise – ein, um die mongolische Schrift eindeutiger zu machen, insbesondere alle Vokale, g ᡤ, k ᡴ und h ᡥ sowie d ᡩ und t ᡨ zu unterscheiden. Die ältere Schriftform wurde nun tonki fuka akū hergen ᡨᠣᠨᡴᡳ
ᡶᡠᡴᠠ
ᠠᡴᡡ
ᡥᡝᡵᡤᡝᠨ „ohne Punkte und Kreise“ genannt, die neuere tonki fuka sindaha hergen ᡨᠣᠨᡴᡳ
ᡶᡠᡴᠠ
ᠰᡳᠨᡩᠠᡥᠠ
ᡥᡝᡵᡤᡝᠨ. Die neuere Schrift veränderte auch ihren Duktus gegenüber der mongolischen Schrift ein wenig.

## Forschung
Wichtige Erforscher des Mandschurischen waren unter anderem Hans Conon von der Gabelentz, Erich Hauer, Walter Simon und Erich Haenisch.

### Allgemeine Beschreibungen und Grammatiken
- Liliya M. Gorelova: Manchu Grammar. Brill, Leiden/Boston/Köln 2002, ISBN 90-04-12307-5.
- Hans Conon de la Gabelentz: Élémens de la grammaire mandchoue. Comptoir de la littérature, Altenbourg 1832.
- Erich Haenisch: Mandschu-Grammatik mit Lesestücken und 23 Texttafeln. 2. Auflage. Verlag Enzyklopädie, Leipzig 1986.
- Karl Himly: Die Abteilung der Spiele im „Spiegel der Mandschu-Sprache“. Herausgegeben, eingeleitet und bearbeitet von Oliver Corff. Iudicium, München 2019, ISBN 978-3-86205-667-5.
- Kyoko Maezono [Maezono Kyōko 前園 京子]: Kasus-Entsprechungen des Mongolischen und Mandschu. Harrassowitz, Wiesbaden 1992, ISBN 3-447-03282-0.
- Paul Georg von Möllendorff: A Manchu Grammar. With Analysed Texts. Chinese Customs Service, Shanghai 1892.
- Wáng Qìngfēng 王庆丰: Mǎnyǔ yánjiū «满语研究». Mínzú chūbǎnshè 民族出版社, Peking 2005, ISBN 7-105-07299-7.

### Lehrbücher
- Gertraude Roth Li: Manchu. A Textbook for Reading Documents. University of Hawai‘i Press, Honolulu 2001, ISBN 0-8248-2206-4; 2. Auflage: National Foreign Language Resource Center, 2010, ISBN 0-9800459-5-9.

### Wörterbücher
- Hans Conon von der Gabelentz: Mandschu-Deutsches Wörterbuch. Leipzig, 1864.
- Erich Hauer: Handwörterbuch der Mandschusprache. Wiesbaden: Otto Harrassowitz, 1952–1955; Handwörterbuch der Mandschusprache. Wiesbaden: Otto Harrassowitz, ²1972, ISBN 978-3-447-05528-4 (rund 20 000 Stichwörter).
- Jerry Norman. A Concise Manchu-English Lexicon. Seattle/London: University of Washington Press, 1978.
- Hartmut Walravens und Martin Gimm: Deutsch-mandjurisches Wörterverzeichnis nach H. C. von der Gabelentz’s Mandschu-deutschem Wörterbuch. Stuttgart: Steiner, 1978, ISBN 3-515-02641-X.
- Иван Ильич Захаров: Полный маньчжурско-русскій словарь. St. Petersburg, 1875.
- Вера Ивановна Цинциус (Hg.): Сравнительный словарь тунгусо-маньчжурских языков. Материалы к этимологическому словарю. Leningrad: Наука, Bd. 1 1975, Bd. 2 1977.
- Ān Shuāngchéng 安双成 (Hg.): Mǎn–Hàn dà cídiǎn «满汉大辞典» / Nikan manju yongkiyangen buleku bithe ᠨᡳᡴᠠᠨ
ᠮᠠᠨᠵᡠ
ᠶᠣᠩᡴᡳᠶᠠᠩᡝᠨ
ᠪᡠᠯᡝᡴᡠ
ᠪᡳᡨᡥᡝ. Shenyang 沈阳: Liáoníng mínzú chūbǎnshè 辽宁民族出版社, 1993 (fast 50 000 Stichwörter).
- Hú Zēngyì 胡增益 (Hg.): Xīn Mǎn–Hàn dà cídiǎn «新满汉大辞典» / Iche manzhu nikan gisun kamchibuha buleku bithe ᡳᠴᡝ
ᠮᠠᠨᠵᡠ
ᠨᡳᡴᠠᠨ
ᡤᡳᠰᡠᠨ
ᡴᠠᠮᠴᡳᠪᡠᡥᠠ
ᠪᡠᠯᡝᡴᡠ
ᠪᡳᡨᡥᡝ. Ürümqi: Xīnjiāng mínzú chūbǎnshè 新疆民族出版社, 1994 (rund 35 000 Stichwörter).